# 31. Juli
Der 31. Juli ist der 212. Tag des gregorianischen Kalenders (der 213. in Schaltjahren), somit bleiben 153 Tage bis zum Jahresende.

## Ereignisse

### Politik und Weltgeschehen
- 0904: Thessaloniki fällt nach drei Tagen Belagerung in die Hände von Sarazenen, die die Stadt zerstören.
- 1423: Mit dem Sieg in der Schlacht von Cravant durch Thomas Montagu, gegen die Auld Alliance aus Schottland und Frankreich erreicht England den Höhepunkt seiner Erfolge im Hundertjährigen Krieg.
- 1451: Jacques Cœur, der Finanzier des französischen Königs Karl VII., wird am Hofe festgenommen, sein Vermögen beschlagnahmt. Der Kaufmann wird beschuldigt, die königliche Mätresse Agnès Sorel mit Gift getötet zu haben, was sich später als Intrige erweist.

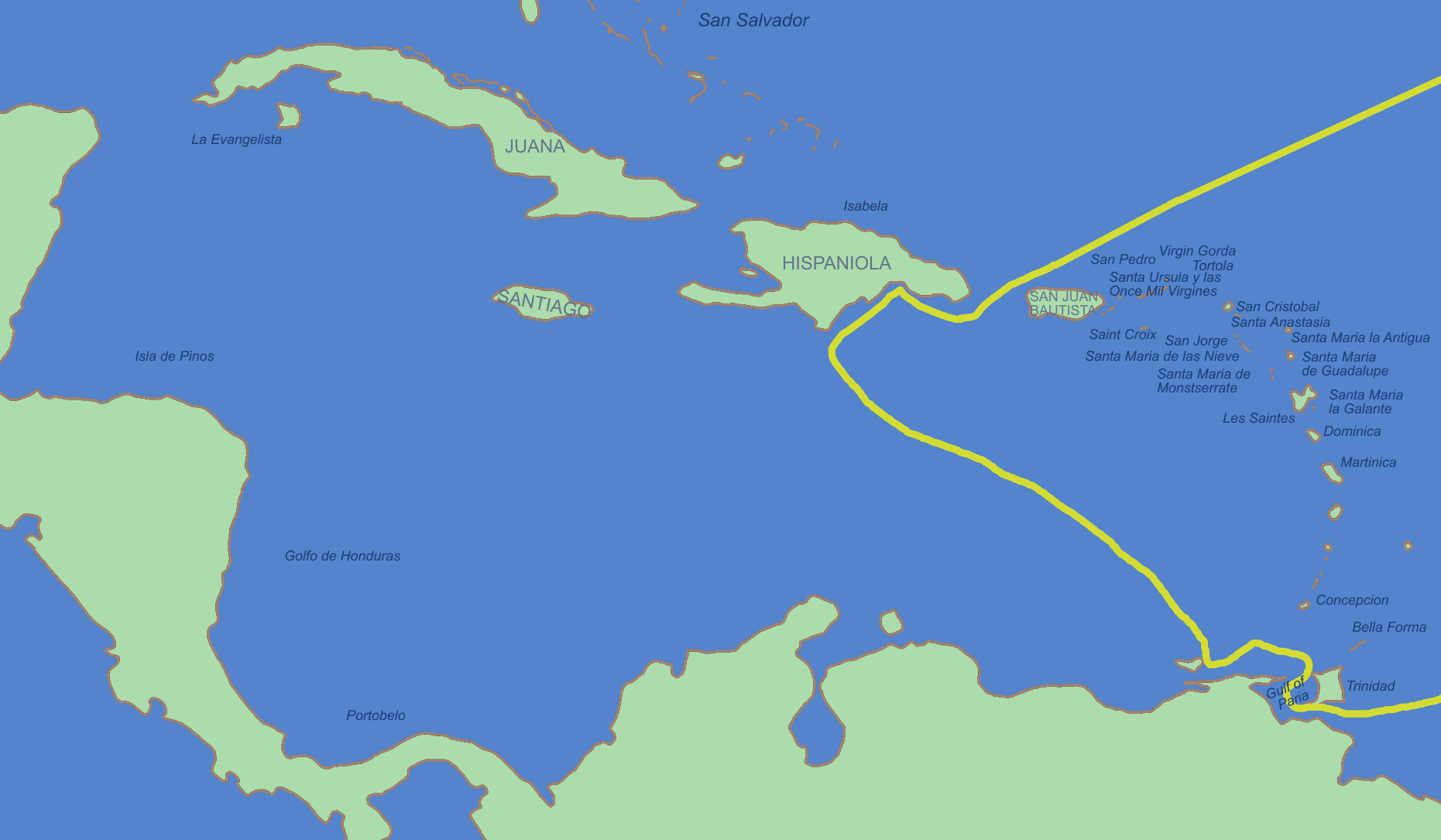
1498: Kolumbus’ dritte Reise

- 1498: Auf seiner dritten Reise entdeckt Christoph Kolumbus eine Insel, die er auf Grund dreier Berggipfel Trinidad (Trinität) nennt.
- 1588: Vor Plymouth kommt es zu einem ersten Scharmützel zwischen der spanischen Armada und den Engländern, die den Hafen der Stadt auf Grund widriger Winde nicht verlassen können. Der spanische Oberbefehlshaber, der Herzog von Medina Sidonia, lässt diesen Vorteil jedoch ungenutzt, weil er sich strikt an die Anweisung Philipps II. hält, Begegnungen mit den Engländern vor der Vereinigung mit der Invasionsarmee des Herzogs von Parma in den Niederlanden nach Möglichkeit zu vermeiden.
- 1591: Norwegen führt das Amt des Sorenskrivers ein, ein Sekretär für Dorfting-Aufzeichnungen. Das Amt entwickelt sich im Zeitablauf zur Einzelrichter-Funktion für die meisten Auseinandersetzungen.
- 1619: Die nichtkatholischen Stände der böhmischen Kronländer gründen die Böhmische Konföderation.
- 1620: Unter französischer Vermittlung unterzeichnen die Katholische Liga und die Protestantische Union den Ulmer Vertrag, ein Neutralitätsabkommen, um die Ausbreitung des Böhmisch-Pfälzischen Krieges zu verhindern, eine Hoffnung, die jedoch vergeblich bleiben wird.

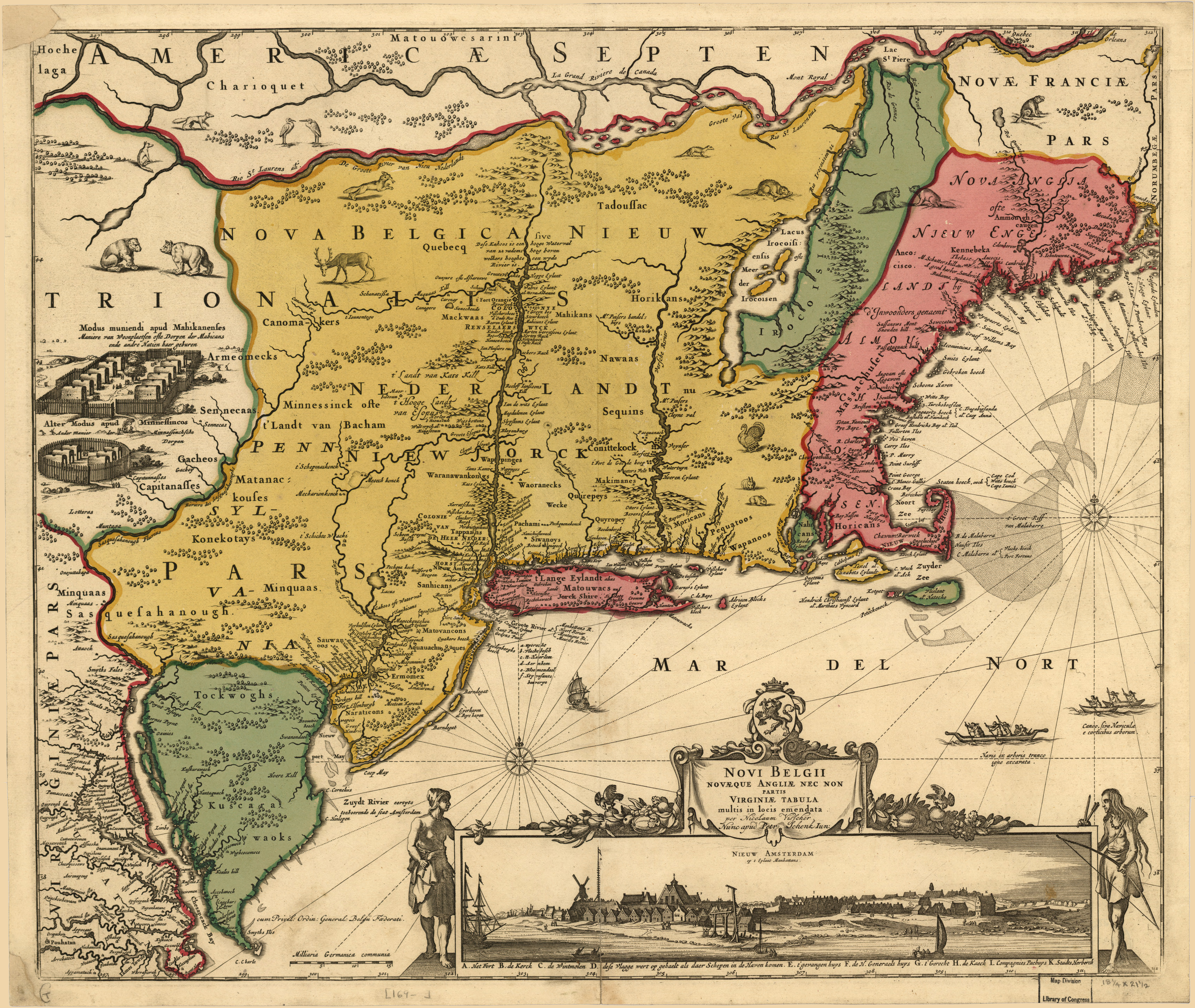
1667: Nieuw Nederland

- 1658: Aurangzeb setzt nach erfolgreichem Krieg mit den Brüdern seinen Vater Shah Jahan, den Bauherrn des Taj Mahal, gefangen und übernimmt die Herrschaft im Mogulreich.
- 1667: Der Frieden von Breda beendet den Zweiten Englisch-Niederländischen Seekrieg. Nieuw Nederland – das spätere New York – geht an England, im Gegenzug erhalten die Niederlande Surinam, das von da an Niederländisch-Guayana genannt wird, und Zugeständnisse in der Navigationsakte.
- 1741: Mit der Einnahme Passaus durch bayerische Truppen greift Kurfürst Karl Albrecht von Bayern in den Österreichischen Erbfolgekrieg ein.
- 1760: Ein alliiertes Heer aus britischen und protestantisch-deutschen Truppen unter der Führung von Ferdinand von Braunschweig und Karl Wilhelm von Braunschweig besiegt die Franzosen unter Louis Nicolas Victor de Félix d’Ollières in der Schlacht bei Warburg des Siebenjährigen Krieges.
- 1833: In der Schweiz wird Altschwyz auf Beschluss der Tagsatzung militärisch besetzt. Eine Unterwerfung mit Waffengewalt der als „Schwyz äußeres Land“ abgefallenen Teile des Kantons soll so verhindert werden.
- 1834: Georg Büchners revolutionäre und sofort von der Obrigkeit verfolgte Streitschrift Der Hessische Landbote, die soziale Missstände im Vormärz anprangert, wird heimlich im Großherzogtum Hessen verteilt.
- 1914: In Reaktion auf die am Morgen veröffentlichte Generalmobilmachung der russischen Armee fordert die deutsche Regierung in einem Ultimatum deren Rücknahme bis zum Mittag des folgenden Tages.
- 1914: Der sozialistische Politiker Jean Jaurès, ein führender Vertreter des französischen Reformismus und Kriegsgegner, wird in einem Pariser Café vom Nationalisten Raoul Villain ermordet. Der Attentäter wird später nach über vierjähriger Untersuchungshaft vor Gericht freigesprochen.

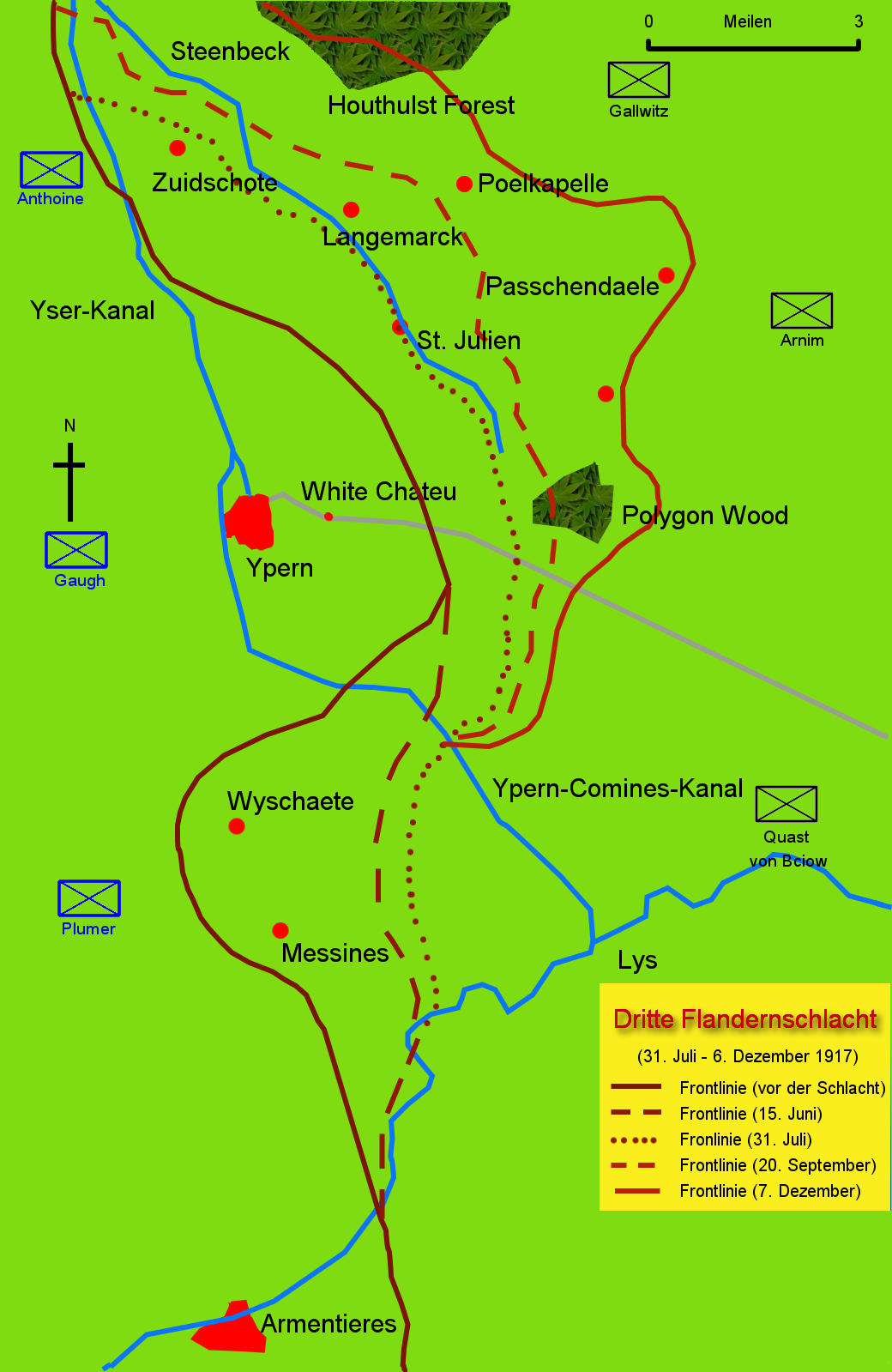
1917: Dritte Flandernschlacht

- 1917: Im Ersten Weltkrieg beginnt die Entente die Dritte Flandernschlacht, um einen Durchbruch im Raum Ypern zu erzielen.
- 1919: Die deutsche Nationalversammlung nimmt die Weimarer Verfassung an.
- 1932: Die NSDAP gewinnt bei der Reichstagswahl 37,3 % aller Stimmen und wird damit zur größten Fraktion im Reichstag.

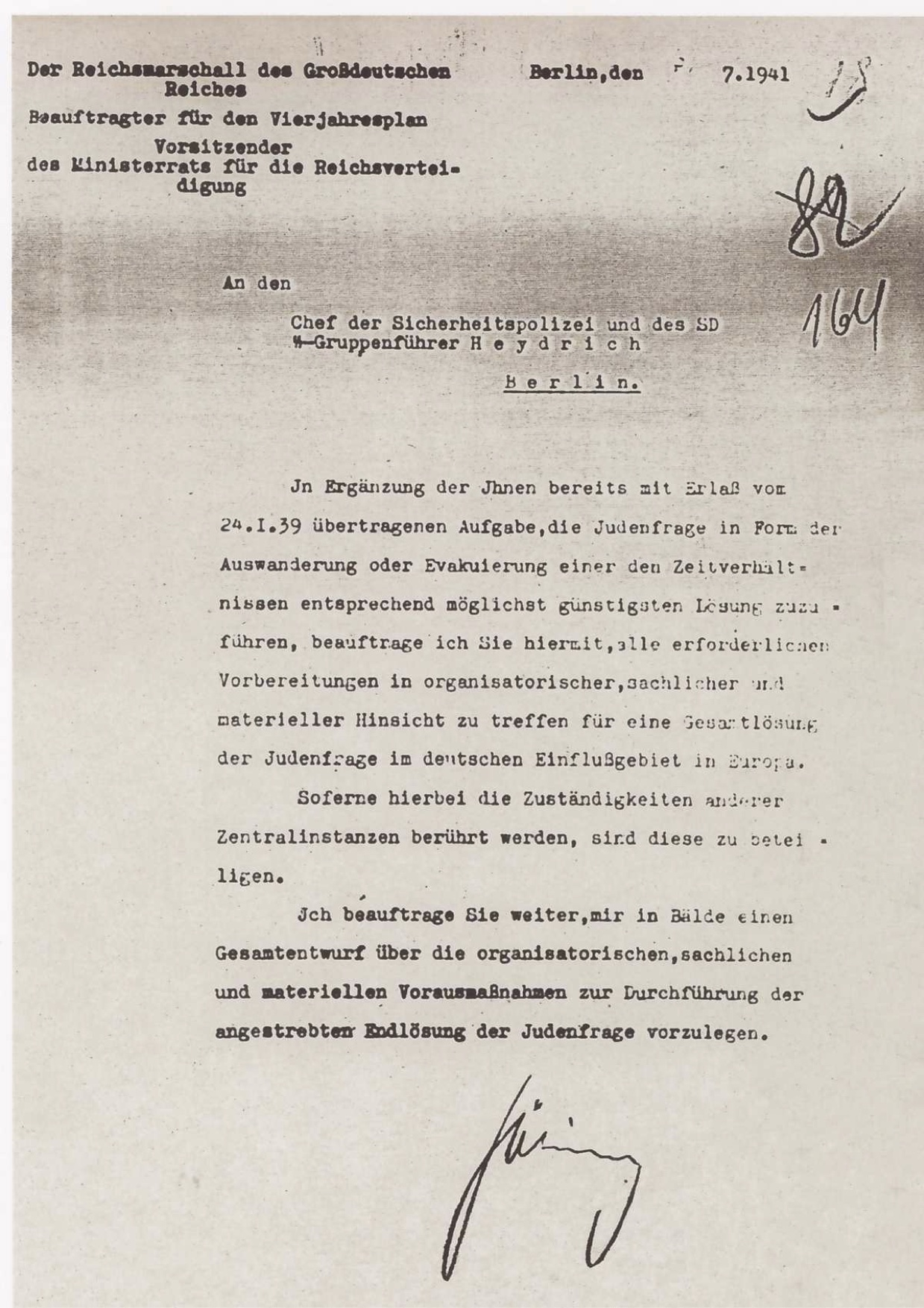
1941: Görings Auftrag

- 1941: Der deutsche Reichsmarschall Hermann Göring beauftragt Reinhard Heydrich, den Chef der Sicherheitspolizei und des SD, ihm einen Gesamtentwurf über die Durchführung der angestrebten Endlösung der Judenfrage vorzulegen.
- 1942: Die erste Schlacht von El Alamein während des Afrikafeldzugs des Zweiten Weltkriegs, die am 1. Juli begonnen hat, endet mit einem Patt, der Vormarsch der Achsenmächte wird jedoch aufgehalten.
- 1944: Der Schriftsteller und Flieger Antoine de Saint-Exupéry startet zu einem Aufklärungsflug Richtung Grenoble und bleibt anschließend verschollen. Überreste seines Flugzeugs werden 2003 nahe der Île de Riou bei Marseille geborgen.
- 1945: Nach der Explosion eines Munitionsdepots in der böhmischen Stadt Aussig werden deutsche Zivilisten von tschechischen Revolutionsgarden ohne nähere Untersuchung als vermeintlich Schuldige ermordet.
- 1959: Eine Gruppe baskischer Studenten gründet die im Untergrund operierende marxistisch-leninistische, separatistische baskisch-nationalistische Widerstandsbewegung Euskadi Ta Askatasuna (ETA), die sich terroristischer Mittel im Kampf gegen die Franco-Diktatur in Spanien bedient und einen unabhängigen Baskenstaat anstrebt.
- 1961: In Bangkok wird die Association of South-East Asia (ASA) gegründet, eine Vorgängerin der ASEAN.
- 1970: Durch eine Änderung von Artikel 38 Absatz II des Grundgesetzes für die Bundesrepublik Deutschland wird das aktive Wahlalter von 21 auf 18 Jahre und das passive Wahlalter auf den Zeitpunkt der Volljährigkeit herabgesetzt.
- 1973: Das Bundesverfassungsgericht entscheidet nach einer zuvor eingereichten Klage der Bayerischen Staatsregierung, dass der Grundlagenvertrag mit der DDR verfassungsgemäß ist.
- 1975: Als Nachfolger des tödlich verunglückten Karl Schleinzer wird Josef Taus zum neuen Bundesparteiobmann der ÖVP gewählt.
- 1979: In Hessen wird mit Tagesablauf nach 31-monatiger Existenz die künstlich geschaffene Großstadt Lahn wegen anhaltender Ablehnung der Bevölkerung aufgelöst. Am 1. August entstehen wieder die alten Städte Gießen und Wetzlar sowie drei frühere Gemeinden.
- 1991: George Bush und Michail Gorbatschow unterzeichnen den START-Vertrag zwischen den USA und der Sowjetunion zur Reduzierung von strategischen Atomwaffen.
- 1993: Die seit dem 25. Juli laufende Operation Verantwortlichkeit der israelischen Armee gemeinsam mit der südlibanesischen Armee gegen die Hisbollah im Libanon wird mit einem Waffenstillstand beendet.

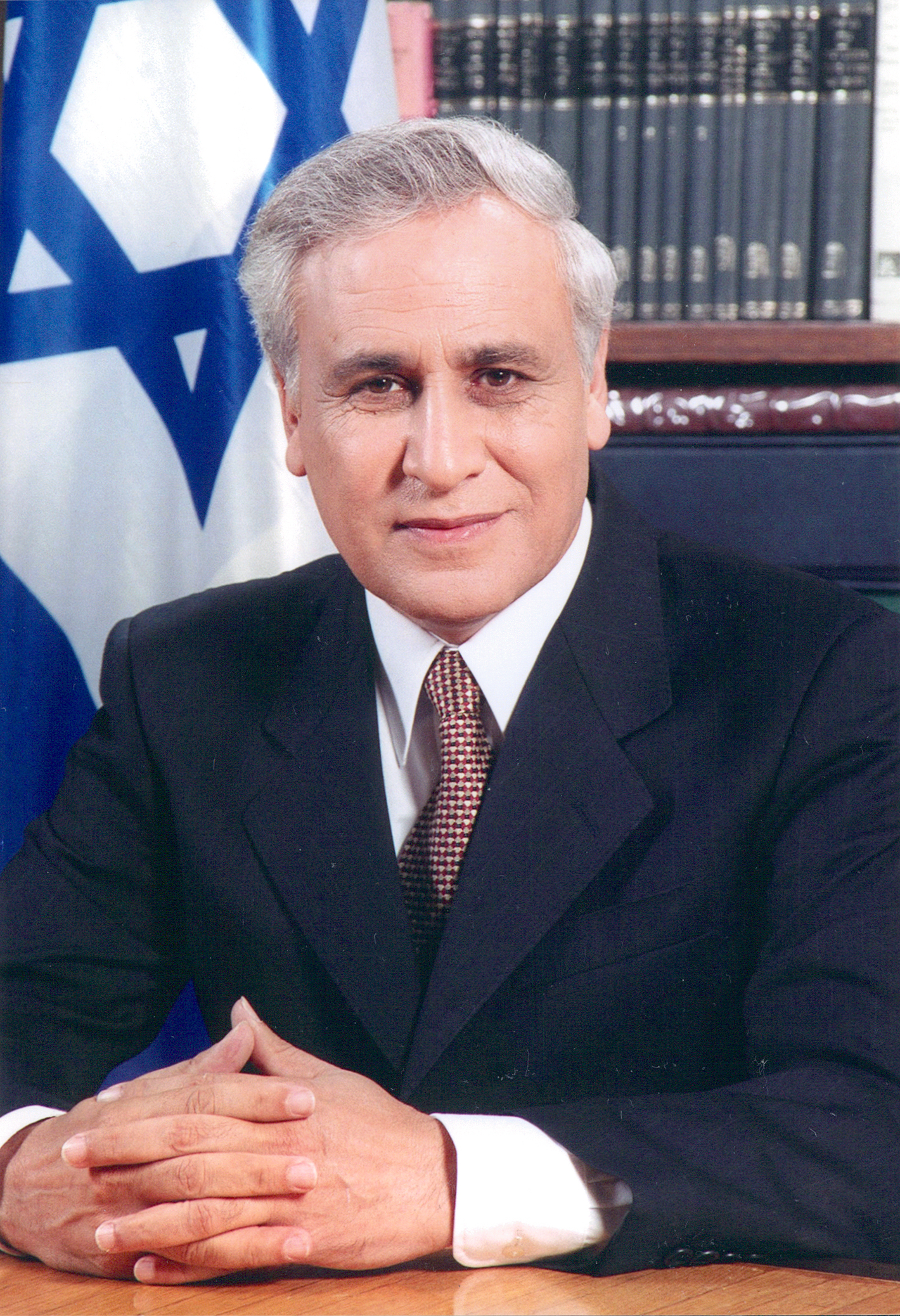
2000: Mosche Katzav

- 2000: Die Knesset wählt überraschend Mosche Katzav, und damit erstmals einen Kandidaten des Likud, zum Präsidenten Israels.
- 2006: In Nordrhein-Westfalen werden Bombenanschläge auf Regionalzüge versucht. Die Attentate misslingen jedoch aufgrund von technischen Fehlern.
- 2006: Fidel Castro wird in einem Krankenhaus in Havanna einer „komplizierten Magen-Darm-Operation“ unterzogen, nachdem es zu einer Darmblutung als „Folge von Stress und Überarbeitung“ gekommen sei. Seine Ämter übergibt er verfassungsgemäß und vorübergehend seinem 75-jährigen Bruder Raúl.
- 2007: Die Operation Banner geht zu Ende. Sie bezeichnet den längsten Einsatz britischer Streitkräfte aller Zeiten, die Truppenstationierung in Nordirland seit 1969 zur Verhinderung eines Bürgerkriegs.

### Wirtschaft

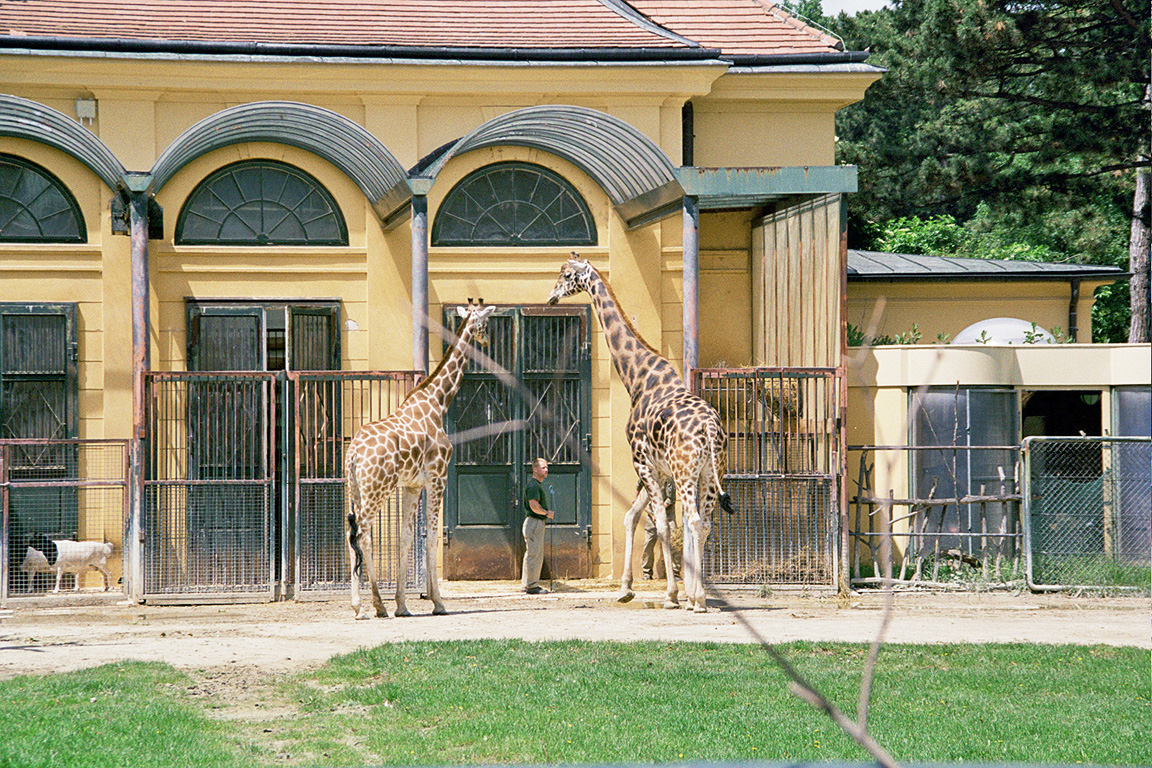
1752: Giraffengehege im Tiergarten Schönbrunn

- 1752: Der Tiergarten Schönbrunn in Wien wird eröffnet. Er ist damit der weltweit älteste noch bestehende Zoo.
- 1790: Der Erfinder Samuel Hopkins erhält das erste Patent der USA für einen neuen Herstellungsprozess von Pottasche. Die Urkunde trägt unter anderem die Unterschriften von Präsident George Washington und Außenminister Thomas Jefferson.
- 1914: Die deutsche Reichsbank stellt das Einwechseln von Banknoten oder Scheidemünzen gegen Hergabe von Goldmark ein, um den staatlichen Goldbestand zu schonen. Wegen Kriegsängsten ist die Nachfrage der Bevölkerung nach Bargeld deutlich angestiegen.
- 1948: Der neue New York International Airport in New York City wird offiziell eingeweiht. Am 24. Dezember 1963 wird er in John F. Kennedy International Airport umbenannt werden.

### Wissenschaft und Technik

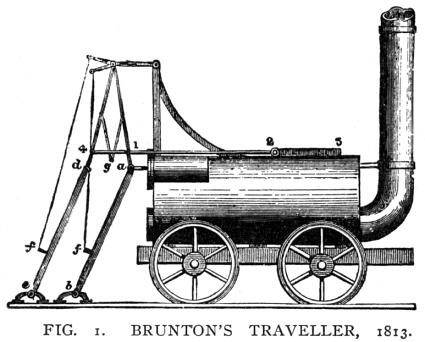
1815: Brunton’s Mechanical Traveller

- 1815: In Philadelphia, County Durham, Großbritannien,  explodiert der Kessel der experimentellen Dampflokomotive Brunton’s Mechanical Traveller. 16 umstehende Zuschauer sterben. Dieser Unfall ist der älteste bekannte Kesselzerknall einer Lokomotive und bis heute derjenige mit der höchsten Zahl von Toten überhaupt.
- 1898: Die von Carl Chun geleitete Deutsche Tiefsee-Expedition verlässt mit dem Forschungsschiff Valdivia den Hafen von Hamburg.

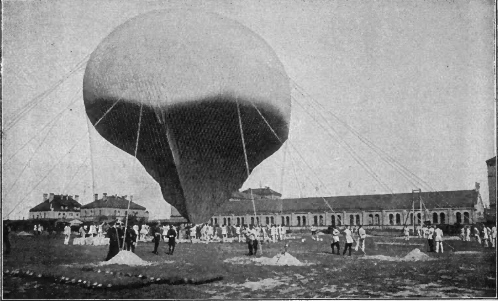
1901: Der Gasballon Preussen wird befüllt

- 1901: Die deutschen Meteorologen Arthur Berson und Reinhard Süring erreichen im Gasballon Preussen die Weltrekordhöhe von 10.800 Metern. Ihre Temperaturmessungen ebnen den Weg zur Entdeckung der Stratosphäre im Jahre 1902.
- 1906: In der Nacht auf den 1. August führt Jan Josef Frič in der neu in Betrieb genommenen Sternwarte Ondřejov im heutigen Tschechien die ersten wissenschaftlichen Beobachtungen durch.
- 1931: Nach einer Woche kehrt das Starrluftschiff LZ 127 Graf Zeppelin von seiner erfolgreichen Polarfahrt unter der Leitung von Hugo Eckener nach Friedrichshafen zurück.
- 1964: Ranger 7 landet wie geplant hart auf dem Mond und zerschellt, kann zuvor aber noch die ersten 4.000 fotografischen Aufnahmen vom Mond zur Erde senden.
- 1969: Die Raumsonde Mariner 6 fotografiert den Mars im Vorbeiflug und sendet die Bilder innerhalb weniger Minuten zur Erde.
- 1999: Die US-Raumsonde Lunar Prospector, deren Mission der Nachweis von Wasser auf dem Mond war, schlägt – wie vorgesehen – auf dem Mond auf, nachdem sie fast 19 Monate lang Daten über den Mond geliefert hat. Bei dem Aufschlag gelingt es jedoch nicht, Eis freizusetzen.

### Kultur

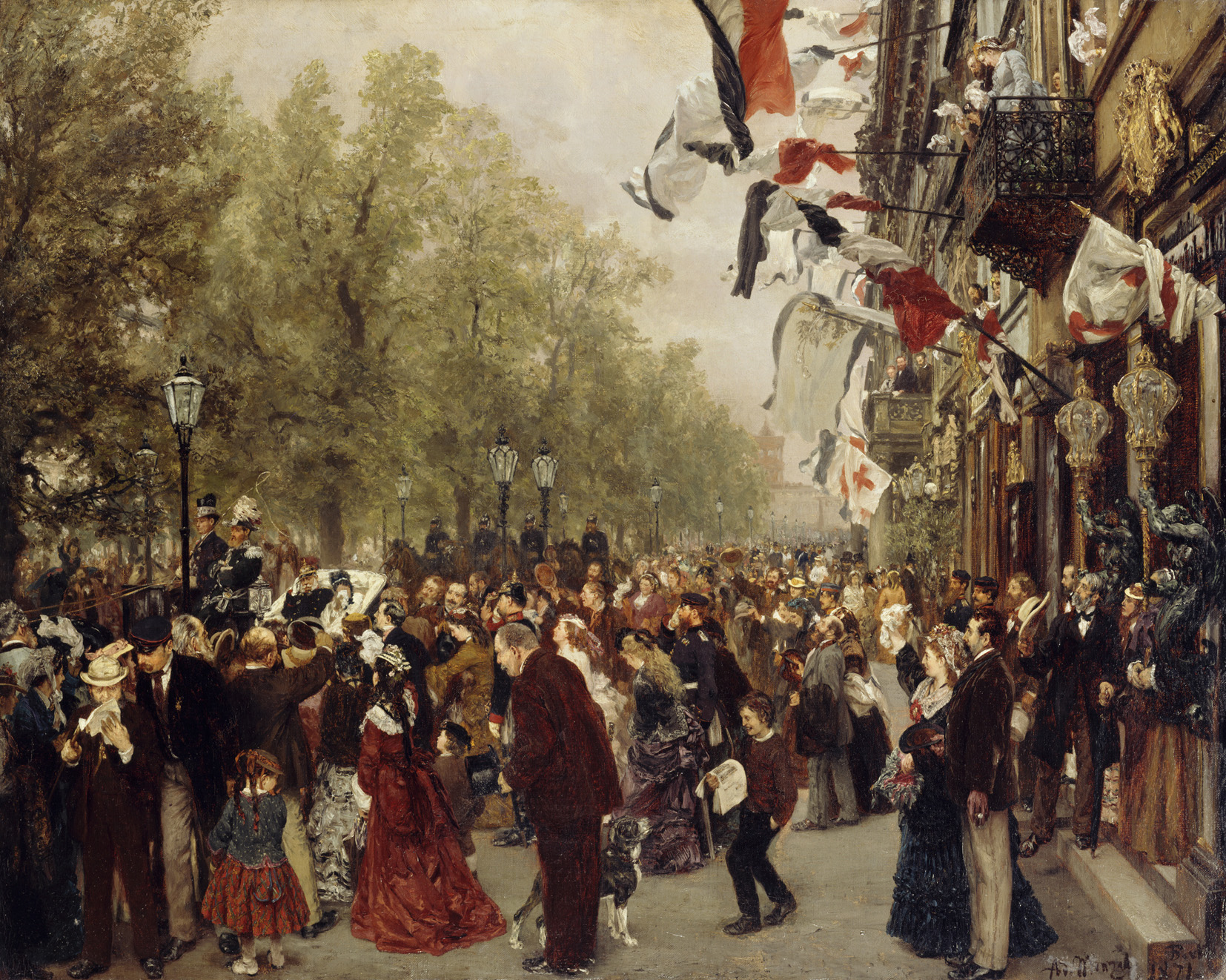
1870: Abreise König Wilhelms I.

- 1870: Der Maler Adolph von Menzel wird Zeuge, wie eine Menschenmenge auf der Berliner Prachtstraße Unter den Linden zu Beginn des Deutsch-Französischen Krieges dem preußischen König zujubelt – und hält die Szene kurz darauf auf einem heute bekannten Ölgemälde fest.
- 1921: Das erste Konzert mit Neuer Musik der Donaueschinger Kammermusik-Aufführungen zur Förderung zeitgenössischer Tonkunst, ab 1971 Donaueschinger Musiktage, wird aufgeführt.
- 2000: World Vision Deutschland, der CVJM-Gesamtverband in Deutschland und die Deutsche Evangelische Allianz veranstalten auf der Expo 2000 einen Thementag zum Pavillon der Hoffnung.

### Gesellschaft
- 1970: Am Black Tot Day erhalten britische Marineangehörige letztmals Rum als Teil ihrer Ration. Damit endet eine 315 Jahre alte Tradition.

### Religion

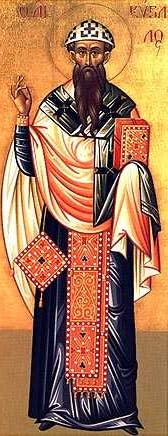
431: Kyrill von Alexandria

- 0431: Das Konzil von Ephesos endet mit der Verurteilung der Lehren von Nestorius, des Patriarchen von Konstantinopel. Mit der Anerkennung von Maria als „Gottesgebärerin“ folgt es den Lehren des Kyrill von Alexandria. Das führt in der Folge zur Abspaltung der Assyrischen Kirche des Ostens.
- 0432: Sixtus III. tritt sein Amt als Papst an. Wie er gewählt wurde, ist unbekannt.
- 1009: Pietro da Albano tritt als Sergius IV. das Amt als Papst an. Ab diesem Zeitpunkt nehmen alle Päpste nach ihrer Wahl einen neuen Namen an.
- 1826: Im spanischen Valencia wird mit Cayetano Ripoll das letzte Opfer der Spanischen Inquisition hingerichtet.

### Katastrophen
- 1715: Eine aus elf Schiffen bestehende Silberflotte auf dem Weg von Havanna nach Spanien sinkt in einem Hurrikan vor der Ostküste Floridas. Mehr als 1.000 Menschen sterben und fast die gesamte Flotte mit der wertvollen Ladung geht verloren.
- 1976: Nach einem mehrstündigen Gewitter tritt der Big Thompson River in Colorado, USA, über die Ufer und fordert 143 Todesopfer.
- 1982: Auf der französischen Autoroute A 6 kommt es zum Busunfall von Beaune, bei dem 53 Menschen ums Leben kommen.
- 1992: Nanjing, Volksrepublik China: Beim Absturz einer chinesischen Jakowlew Jak-42 ca. 600 Meter nach dem Start sterben 100 Menschen, 26 können gerettet werden.
- 1992: In Kathmandu, Nepal, kommt es zum Absturz eines Airbus A310 der Thai Airways, bei dem alle 113 Menschen an Bord sterben.
- 2014: In der taiwanischen Stadt Kaohsiung kommen bei einer Serie schwerer Gasexplosionen 32 Menschen ums Leben und 321 wurden verletzt.

Kleinere Unglücksfälle sind in den Unterartikeln von Katastrophe und in der Liste von Katastrophen aufgeführt.

### Sport

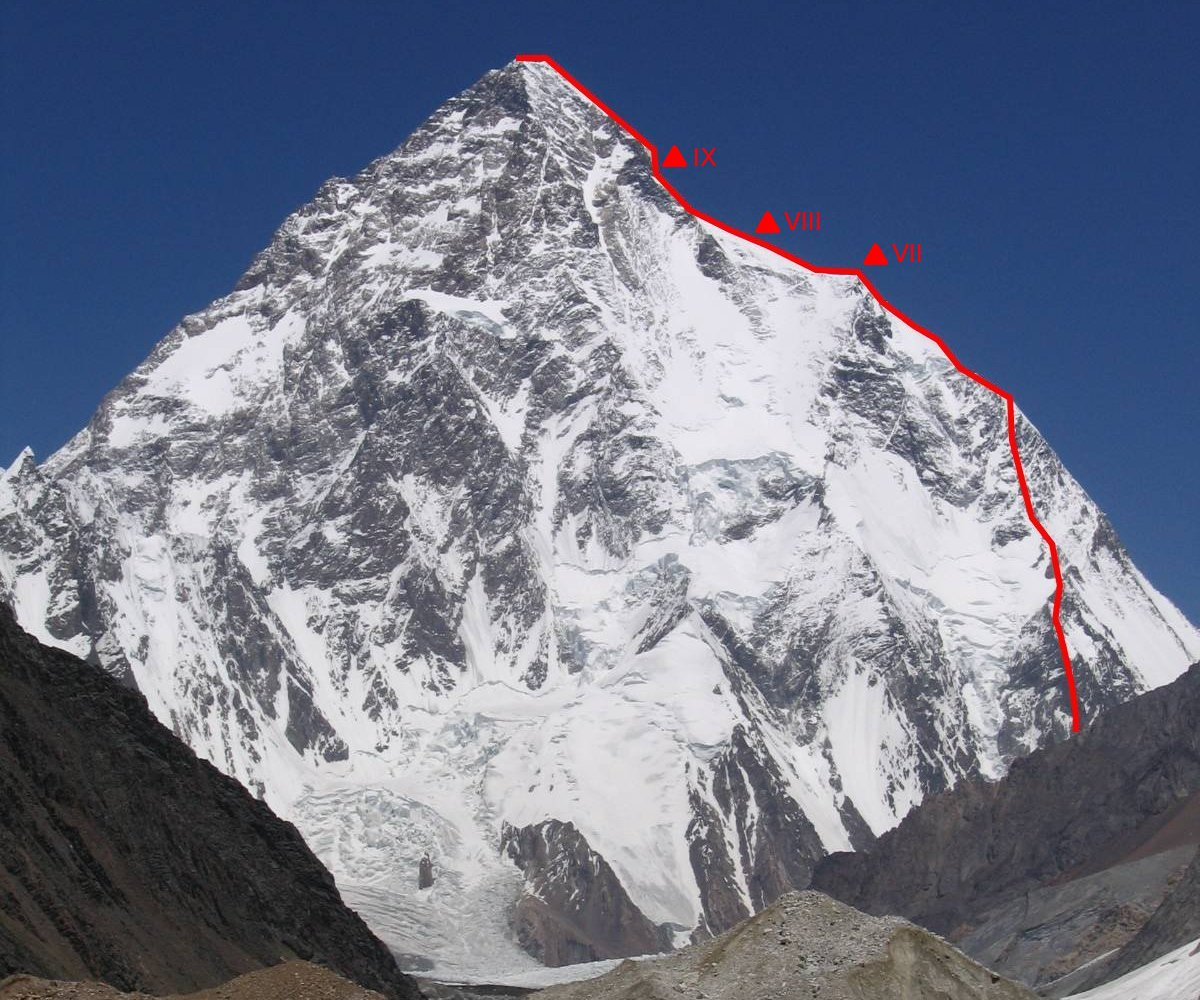
1954: Route der Erstbesteigung des K2

- 1954: Den Italienern Achille Compagnoni, Lino Lacedelli und Ardito Desio gelingt die Erstbesteigung des 8611 m hohen Lambha Pahar (K2) als Teil einer großen italienischen Expedition. Die Nicht-Würdigung der Mithilfe von Walter Bonatti und des Trägers Mahdi bei ihrem erfolgreichen Aufstieg zum Gipfel führt später zu Differenzen.
- 1976: Die Olympiaauswahl der DDR gewinnt das Endspiel gegen Polen mit 3:1 und wird Fußball-Olympiasieger.
- 2005: In Montréal enden die seit dem 16. Juli laufenden 11. Schwimmweltmeisterschaften. Die Vereinigten Staaten sind vor Australien die erfolgreichste Nation dieser Schwimmweltmeisterschaften.

Einträge von Leichtathletik-Weltrekorden befinden sich unter der jeweiligen Disziplin unter Leichtathletik.

## Geboren

### Vor dem 18. Jahrhundert
- 0874: Abdallah al-Mahdi, erster Kalif aus der Dynastie der Fatimiden
- 1143: Nijō, Kaiser von Japan
- 1384: Wilhelm I., Graf von Henneberg-Schleusingen

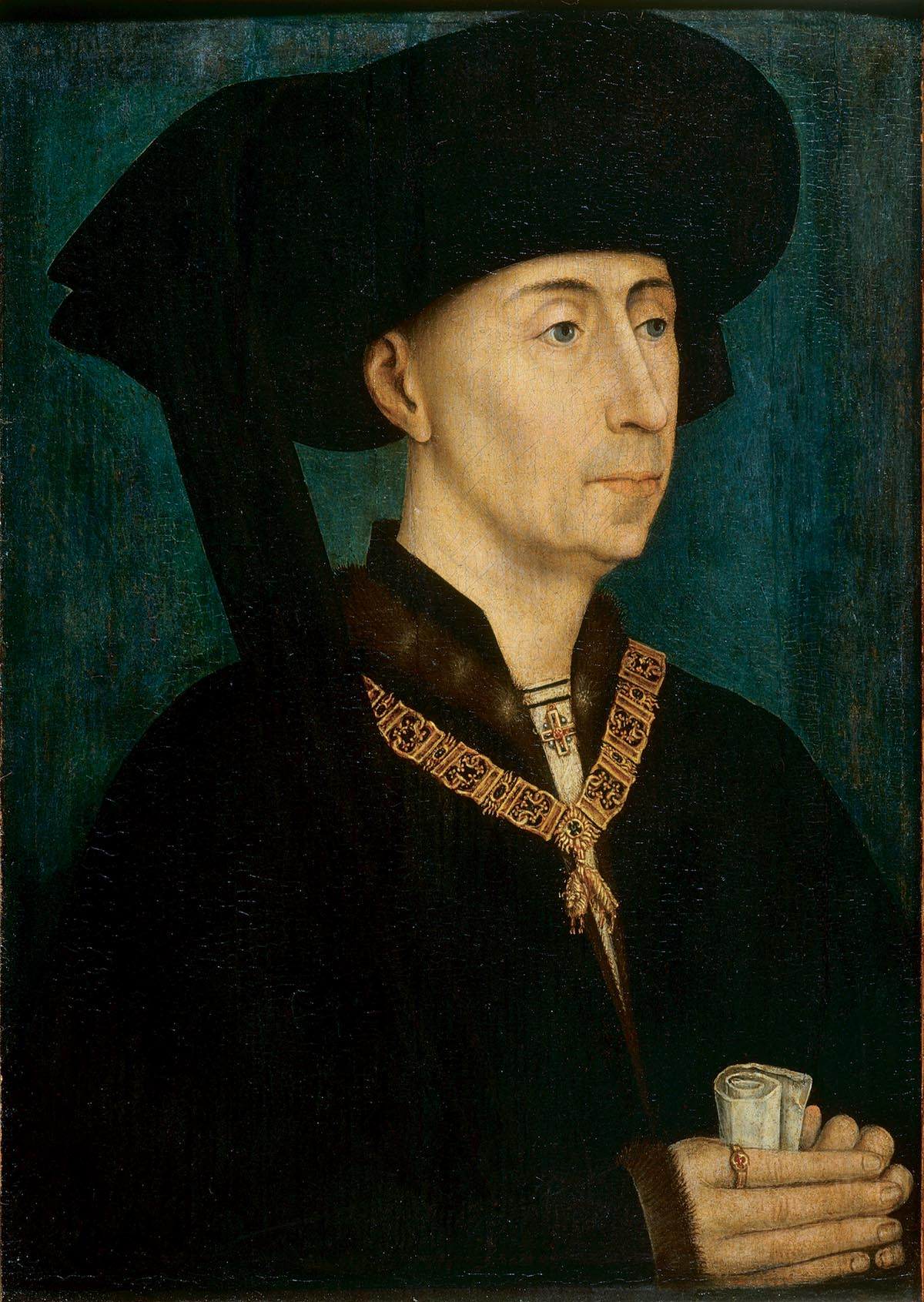
Philipp III. (* 1396)

- 1396: Philipp III., Herzog von Burgund
- 1443: Albrecht der Beherzte, Herzog von Sachsen
- 1522: Charles II. de Croÿ, Herzog von Aarschot und Fürst von Chimay
- 1526: August, Kurfürst von Sachsen
- 1527: Maximilian II., Kaiser des Heiligen Römischen Reiches
- 1540: François II. de Clèves, Herzog von Nevers, Graf von Rethel und Eu
- 1550: Jacobus Gallus, slowenischer Komponist und Sänger
- 1578: Katharina Belgica von Oranien-Nassau, Prinzessin von Oranien-Nassau und Gräfin Hanau-Münzenberg
- 1586: Hans Jakob Ammann, Schweizer Wundarzt, Ägyptenreisender und Reiseschriftsteller
- 1591: Nikolaus Pompeius, deutscher Philologe und Mathematiker
- 1595: Philipp Wolfgang, Graf von Hanau-Lichtenberg
- 1598: Alessandro Algardi, italienischer Bildhauer und Baumeister
- 1617: Johann Heinrich Ott, Schweizer evangelischer Geistlicher und Hochschullehrer
- 1618: Maria Ursula Kolb von Wartenberg, Erzieherin der Liselotte von der Pfalz
- 1636: Josias von Waldeck, braunschweig-lüneburgischer Generalmajor
- 1661: Ignaz Agricola, deutscher Historiker, Philosoph, Theologe und Jesuit
- 1665: Johann Reinhard III., Graf von Hanau-Lichtenberg und Hanau-Münzenberg
- 1682: Ignazio Visconti, Generaloberer der Jesuiten
- 1697: Pietro Paolo Vasta, italienischer Maler
- 1698: Ignaz Anton Gunetzrhainer, deutscher Baumeister

### 18. Jahrhundert
- 1702: Jean-Denis Attiret, französischer Maler und Missionar

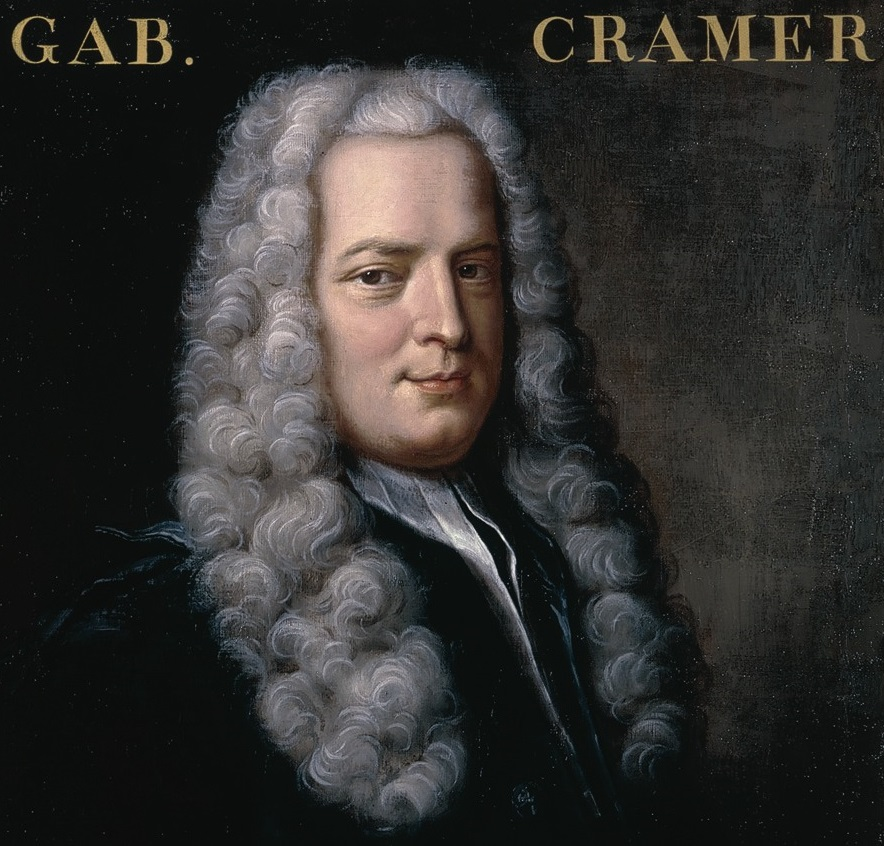
Gabriel Cramer (* 1704)

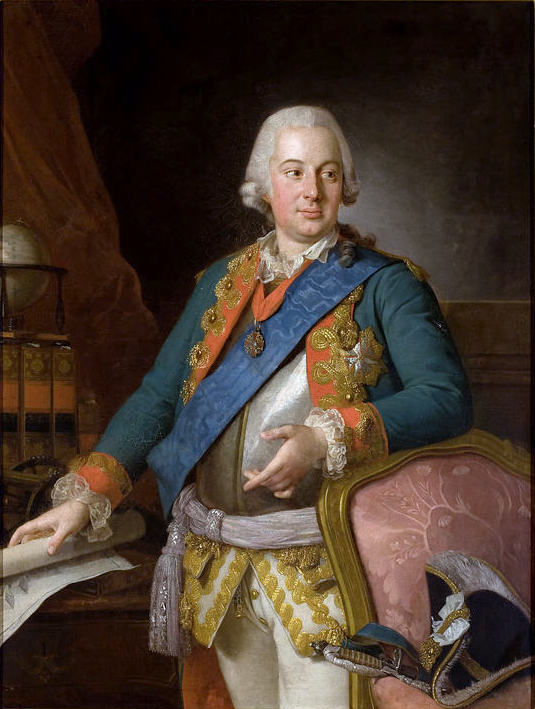
Alois Friedrich von Brühl (* 1739)

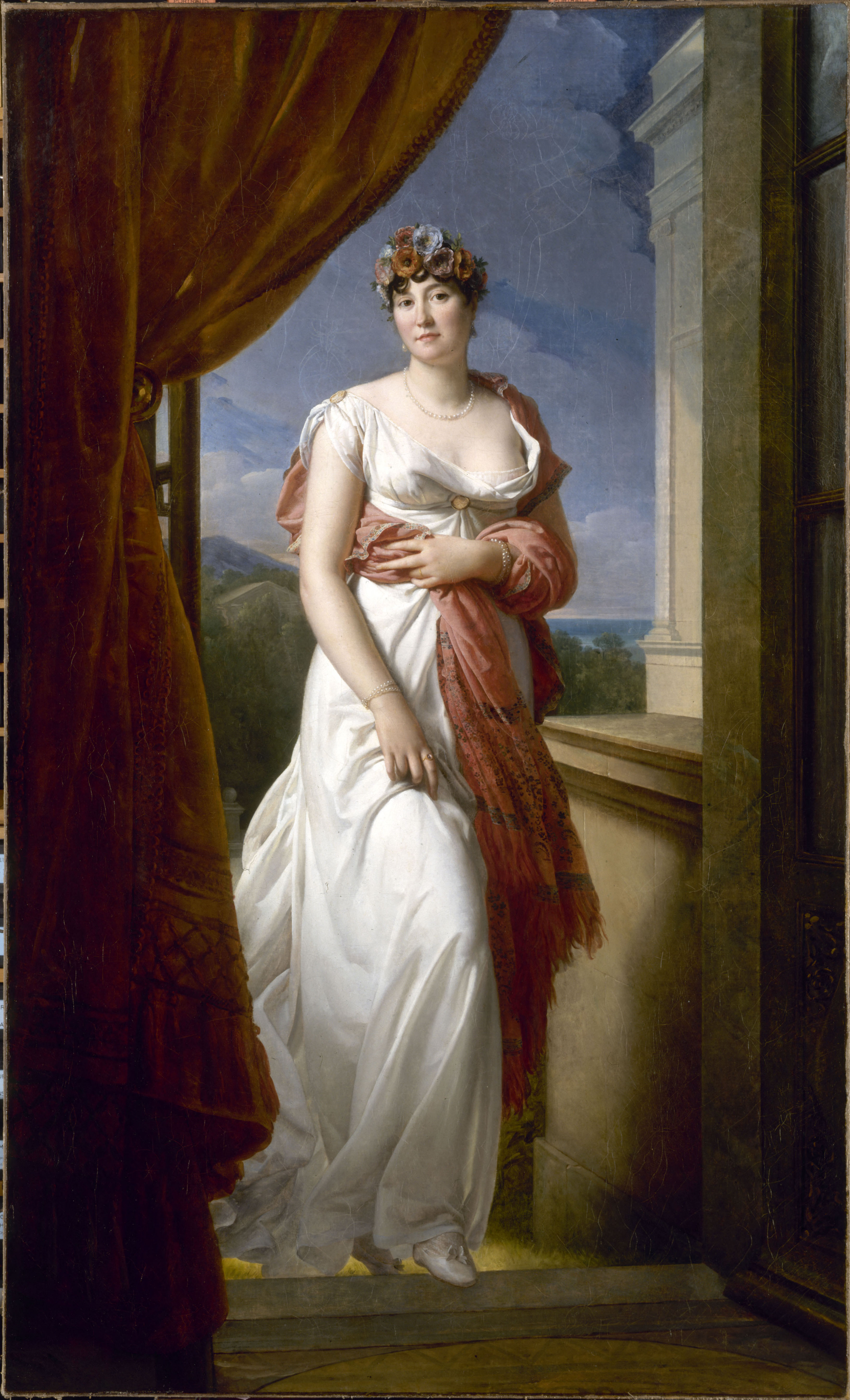
Thérésia Cabarrus (* 1773)

- 1704: Gabriel Cramer, Schweizer Mathematiker
- 1705: August Franz Friedrich zu Castell-Remlingen, Herrscher der Grafschaft Castell
- 1714: Johann Christian Köhler, deutscher Orgelbauer
- 1718: John Canton, britischer Physiker
- 1720: Emmanuel-Armand de Vignerot du Plessis de Richelieu, duc d’Aiguillon, französischer Staatsmann
- 1726: Ignaz Pfefferkorn, deutscher Jesuit, Missionar und Naturforscher
- 1728: Heinrich Ludwig Manger, deutscher Baumeister und Pomologe
- 1729: Jakob von Bernuth, deutscher Beamter
- 1731: Christian Frederik Hagerup, norwegischer Pfarrer
- 1736: Jakob Friedrich Feddersen, deutsch-dänischer evangelischer Geistlicher
- 1739: Alois Friedrich von Brühl, kursächsisch-polnischer Hofbeamter und Theaterschriftsteller
- 1743: Gottlieb Ignaz von Ezdorf, deutscher Geheimrat, Kämmerer und Schriftsteller
- 1744: Peter Anker, norwegischer Diplomat und Gouverneur
- 1748: Balthasar Alexis Henri Antoine von Schauenburg, französischer General
- 1752: Heinrich Corrodi, Schweizer evangelischer Theologe und Pädagoge
- 1753: Pankraz Vorster, letzter Fürstabt von Sankt Gallen
- 1754: Johann Jakob Atzel, deutscher Architekt
- 1754: Karl Friedrich Wilhelm Herrosee, deutscher Kirchenlieddichter
- 1754: Bon-Adrien-Jeannot de Moncey, französischer General und Marschall von Frankreich
- 1773: Thérésia Cabarrus, Kurtisane des spätrevolutionären Frankreichs
- 1773: Franz Anton Mayer, deutscher Pfarrer, Heimatforscher und Archäologe
- 1776: Ernst Anton Clarus, deutscher evangelischer Geistlicher und Politiker
- 1780: Ignatia Jorth, katholische Ordensgründerin
- 1776: Maria Euphrasia Pelletier, französische Nonne, Ordensgründerin und Heilige
- 1787: Georg Kloß, deutscher Bibliophiler
- 1789: Edouard Diodati, Schweizer evangelischer Geistlicher, Bibliothekar und Hochschullehrer
- 1800: Friedrich Wöhler, deutscher Chemiker

### 19. Jahrhundert

#### 1801–1850
- 1801: Teresa Eustochio Verzeri, italienische Nonne, Gründerin der Töchter des Heiligsten Herzens Jesu (Verzeri Soure)

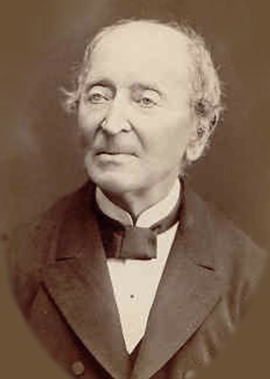
Ignacy Domeyko (* 1802)

- 1802: Ignacy Domeyko, polnischer Geologe
- 1803: Eduard Wilhelm Breitfeld, sächsischer Unternehmer und Kommerzienrat, MdL
- 1803: John Ericsson, schwedischer Ingenieur und Erfinder
- 1805: August Siebert, deutscher Mediziner
- 1807: Ferdinand Scheller, deutscher Klavier- und Orgelbauer

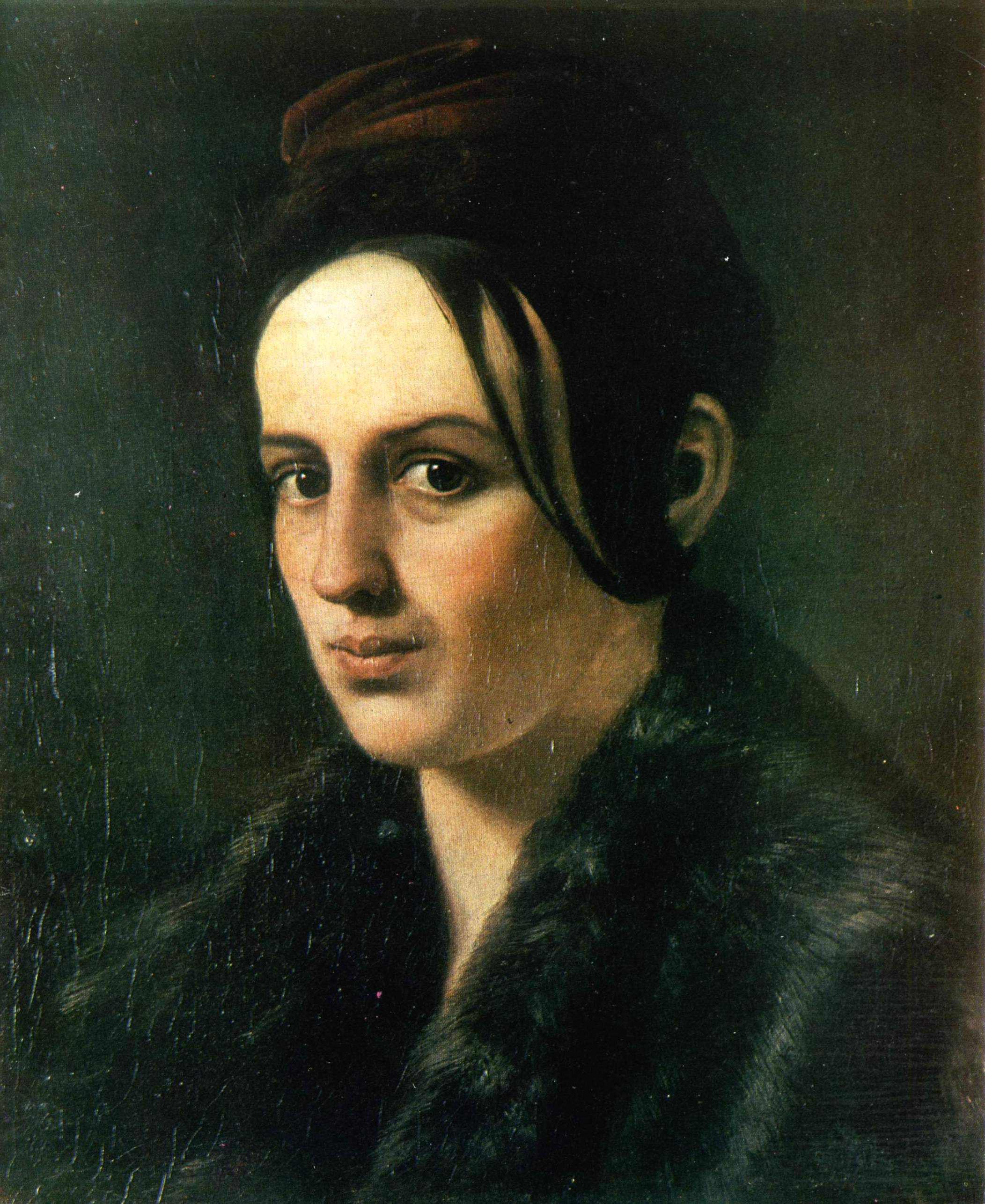
Warwara Nikolajewna Repnina-Wolkonskaja (* 1808)

- 1808ː Warwara Nikolajewna Repnina-Wolkonskaja, russische Schriftstellerin und Memoirenschreiberin
- 1809: Francis Walker, britischer Entomologe
- 1810: Julian Fontana, polnischer Pianist und Komponist
- 1811: Albrecht von Roeder, deutschamerikanischer Farmer und Soldat
- 1812: Amélie von Leuchtenberg, als Gemahlin Peters I. Kaiserin von Brasilien
- 1812: Gottlieb Theodor Becker, deutscher Pädagoge
- 1816: Maria Theresia von Österreich, österreichische Erzherzogin, als Gemahlin Ferdinands II. Königin beider Sizilien
- 1816: George Henry Thomas, US-amerikanischer General
- 1817: Leopold Volkmar, deutscher Jurist und Historiker

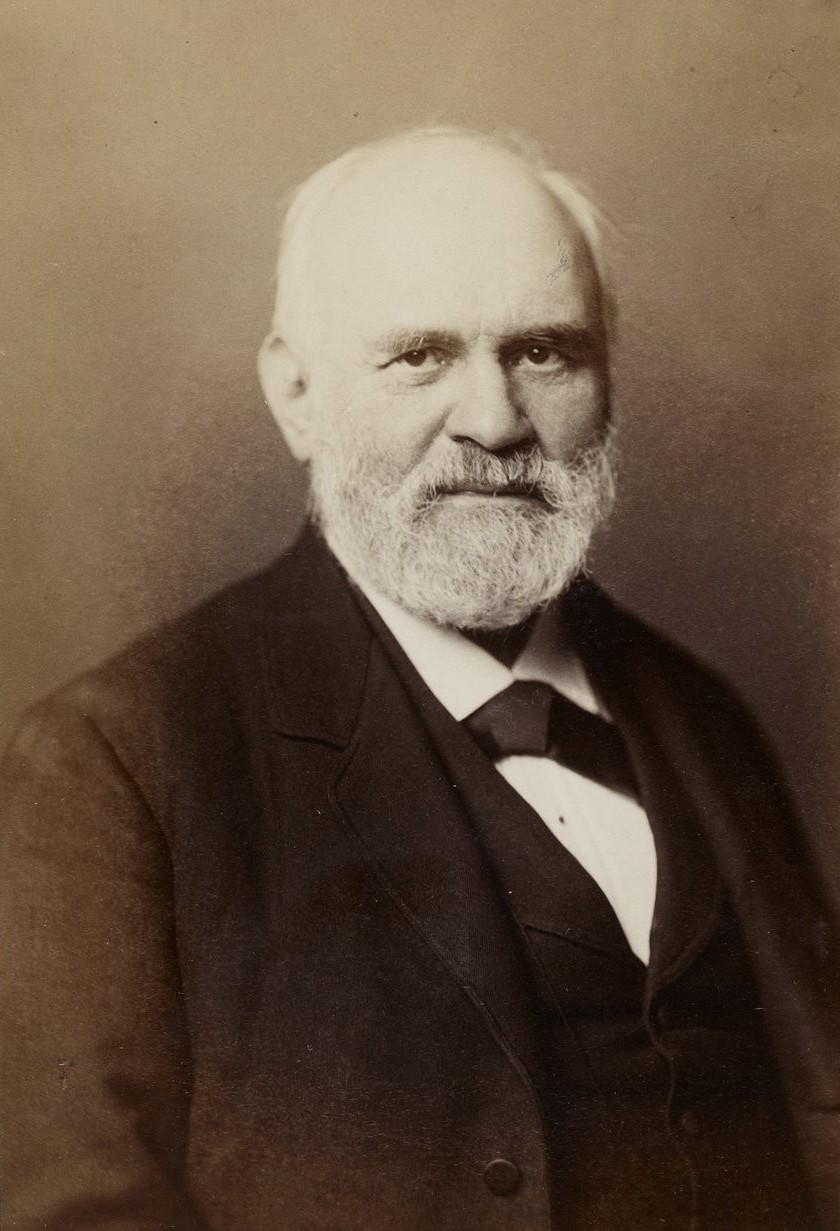
Heinrich Kiepert (* 1818)

- 1818: Heinrich Kiepert, deutscher Geograph und Kartograph
- 1823: Fabius Brest, französischer Orient- und Landschaftsmaler
- 1823: Theodor von Lerber, Schweizer Pädagoge und Schulgründer
- 1824: Antoine d’Orléans, französischer Adliger und Offizier, Herzog von Montpensier, spanischer Thronprätendent
- 1826: George Hoadly, US-amerikanischer Politiker, Gouverneur von Ohio
- 1828: Hervé Mangon, französischer Politiker und Ingenieur
- 1830: František Zdeněk Skuherský, tschechischer Komponist und Musikpädagoge
- 1833: Julius Abel, deutscher Komponist und Pfarrer
- 1833: Henriette Mendel, deutsche Schauspielerin, Gattin von Herzog Ludwig in Bayern
- 1835: Henri Brisson, französischer Politiker, Minister, Premierminister
- 1839: Ignacio Andrade, venezolanischer Offizier und Politiker, Staatspräsident, Minister
- 1841: Julius Spohn, württembergischer Mäzen, Textil- und Zementunternehmer
- 1843: Friedrich Robert Helmert, deutscher Geodät und Mathematiker
- 1843: Peter Rosegger, österreichischer Schriftsteller
- 1849: Johann Jakob Bösch, Schweizer Unternehmer und Politiker

#### 1851–1900
- 1852: Charles Louis Marie Lanrezac, französischer General

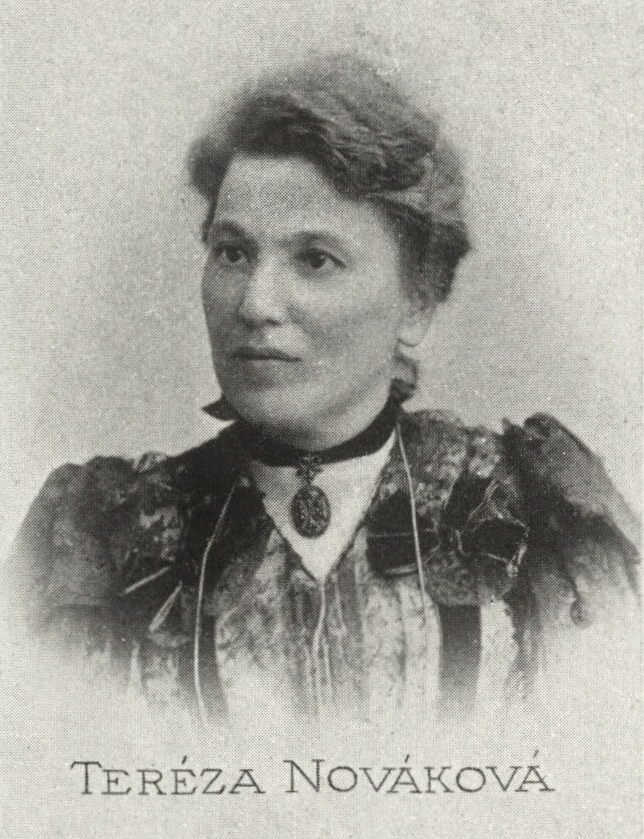
Teréza Nováková (* 1853)

- 1853: Teréza Nováková, tschechische Schriftstellerin, Vertreterin des Realismus und der Dorfprosa
- 1854: Theodor Christomannos, österreichischer Jurist, Pionier des Tourismus in Südtirol
- 1854: Fritz Hommel, deutscher Orientalist
- 1855: Gabriele Maria Deininger-Arnhard, deutsch-österreichische Malerin
- 1856: John Oliver, kanadischer Politiker
- 1857: Wilhelm Ashoff, deutscher Unternehmer
- 1857: Ernest Chuard, Schweizer Bundesrat
- 1861: Wilhelm Busch, deutscher Instrumentenbauer
- 1861: Georg Popp, deutscher Chemiker, Hochschullehrer und Kriminalist
- 1862: Felicitas Rose, deutsche Schriftstellerin
- 1862: Hans Sträuli, Schweizer Jurist und Politiker
- 1863: Sidney Johnston Catts, US-amerikanischer Politiker
- 1863ː Julie Salinger, deutsche Politikerin, Opfer des Holocaust
- 1864: Lujo Adamović, kroatischer Botaniker und Pflanzensammler
- 1865: Alfons Heinrich, Herzog von Porto

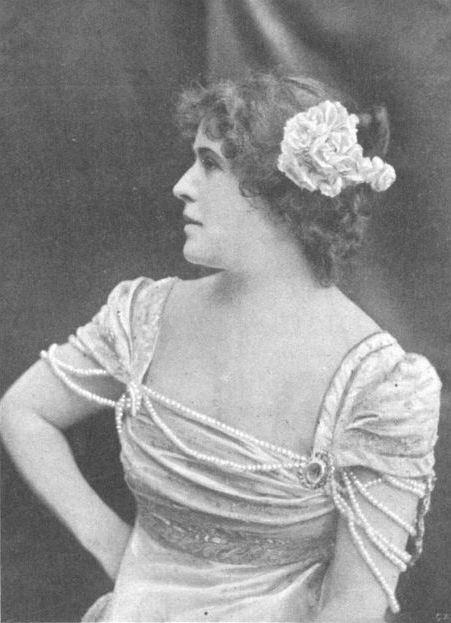
Helene Odilon (* 1865)

- 1865: Helene Odilon, deutsch-österreichische Schauspielerin
- 1873: Hans Ostwald, deutscher Journalist und Schriftsteller
- 1873: Vojtěch Preissig, tschechischer Maler und Grafiker
- 1874: Adolph Amberg, deutscher Bildhauer
- 1875: Jacques Villon, französischer Maler
- 1875: Yanagita Kunio, japanischer Schriftsteller und Ethnologe
- 1877: Harriet Margaret Louisa Bolus, südafrikanische Botanikerin
- 1877: Georges Johin, französischer Krocketspieler
- 1879: Margarete Bieber, deutsch-US-amerikanische Hochschullehrerin, erste Professorin der Klassischen Archäologie in Deutschland
- 1881: Olga Segler, eines der ersten Todesopfer an der Berliner Mauer
- 1882: Grete Gulbransson, österreichische Schriftstellerin und Heimatdichterin
- 1882: Anna Mahé, französische Anarchistin
- 1883: Erich Heckel, deutscher Maler und Grafiker

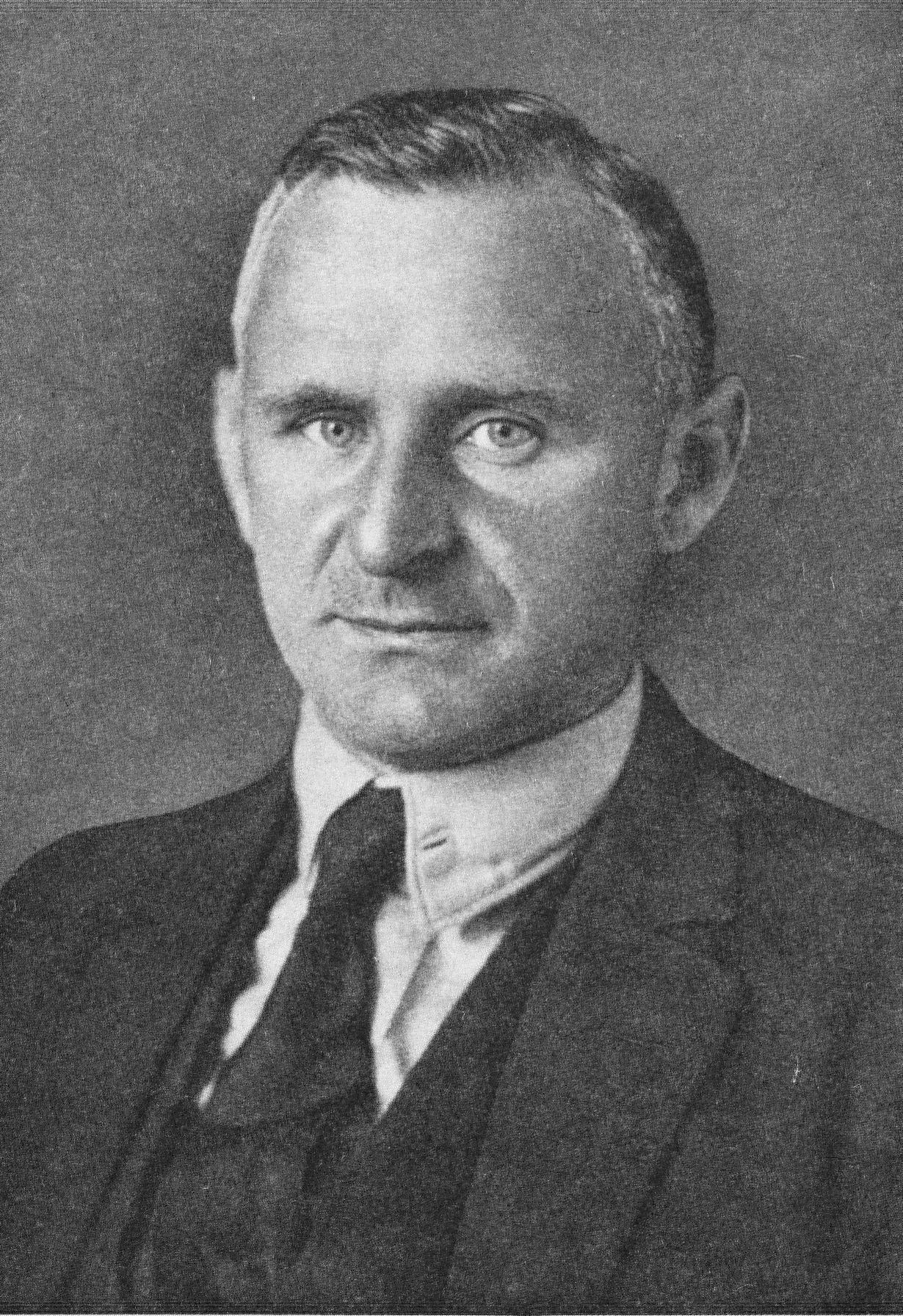
Carl Goerdeler (* 1884)

- 1884: Carl Goerdeler, deutscher Jurist, Politiker und Widerstandskämpfer
- 1885: Charles Avery Dunning, kanadischer Politiker
- 1886: Lucy von Barclay de Tolly, deutsch-baltische Malerin
- 1886: Constant Permeke, belgischer Maler
- 1887: Alberto Barberis, italienischer Fußballspieler und Jurist
- 1887: Hans Freyer, deutscher Soziologe und Historiker
- 1887ː Rosa Oppenheimer, deutsch-jüdische Kunsthändlerin und Sammlerin, Holocaustopfer
- 1888: Arno Glockauer, deutscher Turner
- 1888: Otto Erich Strasser, Schweizer evangelischer Geistlicher und Hochschullehrer
- 1889: Nels Anderson, US-amerikanischer Soziologe
- 1889: Erwin von Beckerath, deutscher Ökonom
- 1890: Georg Amberger, deutscher Leichtathlet
- 1890: Anne-Cécile Rose-Itier, französische Automobilrennfahrerin
- 1893: Paul Leverkuehn, deutscher Rechtsanwalt und Politiker, MdB, MdEP
- 1894: Otto Kuhler, deutsch-amerikanischer Automobildesigner

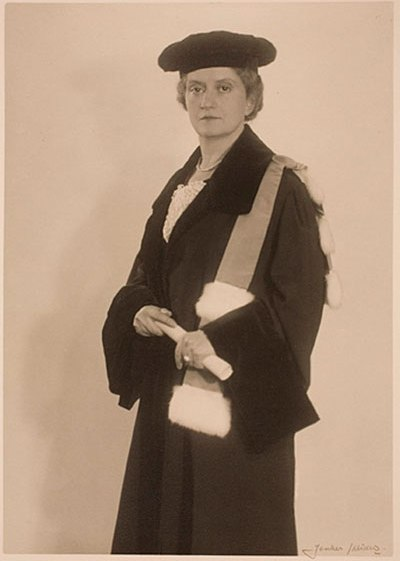
Sophia Antoniadis (* 1895)

- 1895: Sophia Antoniadis, griechische Byzantinistin Neogräzistin
- 1896: Alfred Roseno, deutscher Chirurg und Urologe
- 1896: Oskar Sima, österreichischer Schauspieler
- 1896: Louise Treadwell, US-amerikanische Bühnenschauspielerin, Gründerin einer Hilfsorganisation
- 1897: Ili Kronstein, österreichische Malerin
- 1897: Hermann Senkowsky, österreichischer Finanzexperte
- 1898: Horst von Mellenthin, deutscher General
- 1899: Thea Elisabeth Haevernick, deutsche Prähistorikerin

### 20. Jahrhundert

#### 1901–1925
- 1901: Lis Böhle, deutsche Mundartdichterin
- 1901: Jean Dubuffet, französischer Maler
- 1901: Renié Conley, US-amerikanische Kostümbildnerin und Oscarpreisträgerin
- 1901: Rudolf Slánský, Generalsekretär der KP der Tschechoslowakei
- 1902: Franz Asboth, österreichischer Politiker
- 1903: Emil Hirschfeld, deutscher Leichtathlet, Olympiamedaillengewinner
- 1903: Jan Wodyński, polnischer Maler
- 1904: John Carberry, katholischer Erzbischof von Saint Louis
- 1906ː Margarete Hoffer, österreichische evangelische Theologin, Gerechte unter den Völkern
- 1907: Lisa Gavric, österreichische Widerstandskämpferin
- 1907: Roy Milton, US-amerikanischer Blues-Schlagzeuger, Sänger, Songschreiber und Bandleader
- 1908: Maria Fitzen-Wohnsiedler, deutsche Malerin

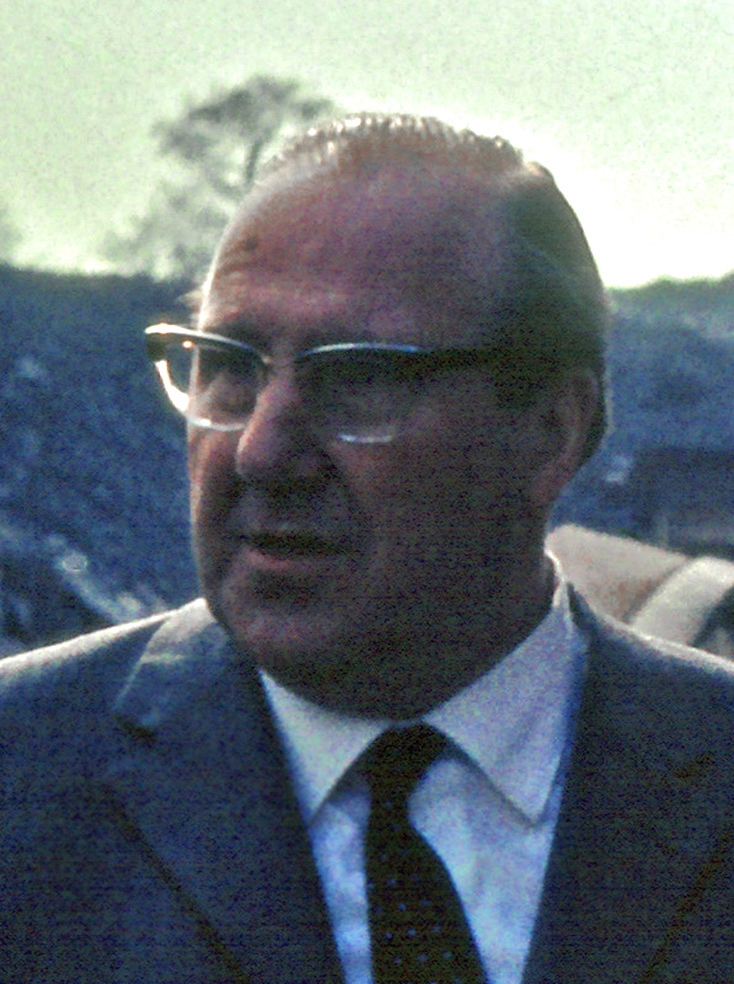
Franz Meyers (* 1908)

- 1908: Franz Meyers, deutscher Politiker, Ministerpräsident von Nordrhein-Westfalen, MdB
- 1909: Erik von Kuehnelt-Leddihn, österreichischer Publizist
- 1912: Milton Friedman, US-amerikanischer Volkswirtschaftler
- 1913: Alf Ainsworth, englischer Fußballspieler
- 1913: Rose Stradner, österreichische Schauspielerin
- 1914: Isolde Ahlgrimm, österreichische Cembalistin
- 1914: Mario Bava, italienischer Regisseur, Autor und Kameramann

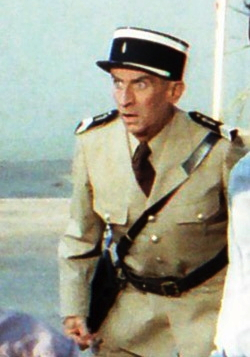
Louis de Funès (* 1914)

- 1914: Louis de Funès, französischer Komiker
- 1914: Bernt von Kügelgen, deutscher Journalist, Mitbegründer des Nationalkomitee Freies Deutschland
- 1914: Hilde Meisel, deutsch-jüdische Sozialistin und Publizistin, Widerstandskämpferin gegen die NS-Diktatur
- 1915: Herbert Aptheker, US-amerikanischer Historiker
- 1916: Billy Hitchcock, US-amerikanischer Baseballspieler und -trainer
- 1918: Paul Delos Boyer, US-amerikanischer Biochemiker
- 1918: Hank Jones, US-amerikanischer Jazzpianist
- 1918: Nils Nobach, deutscher Schlagerkomponist und -produzent
- 1919: Maurice Boitel, französischer Maler
- 1919: Curt Gowdy, US-amerikanischer Sportkommentator
- 1919: Primo Levi, italienischer Schriftsteller
- 1920: Walter Arlen, österreichisch-US-amerikanischer Musikkritiker und Komponist
- 1920: Waldtraut von Bohlen und Halbach, deutsche Industrielle
- 1921: Peter Benenson, britischer Politiker, Gründer von amnesty international
- 1921: Ana Mariscal, spanische Schauspielerin, Regisseurin und Schriftstellerin
- 1921: Albertas Vesčiūnas, litauischer Maler und Graphiker
- 1922: Lorenzo Antonetti, italienischer Kardinal

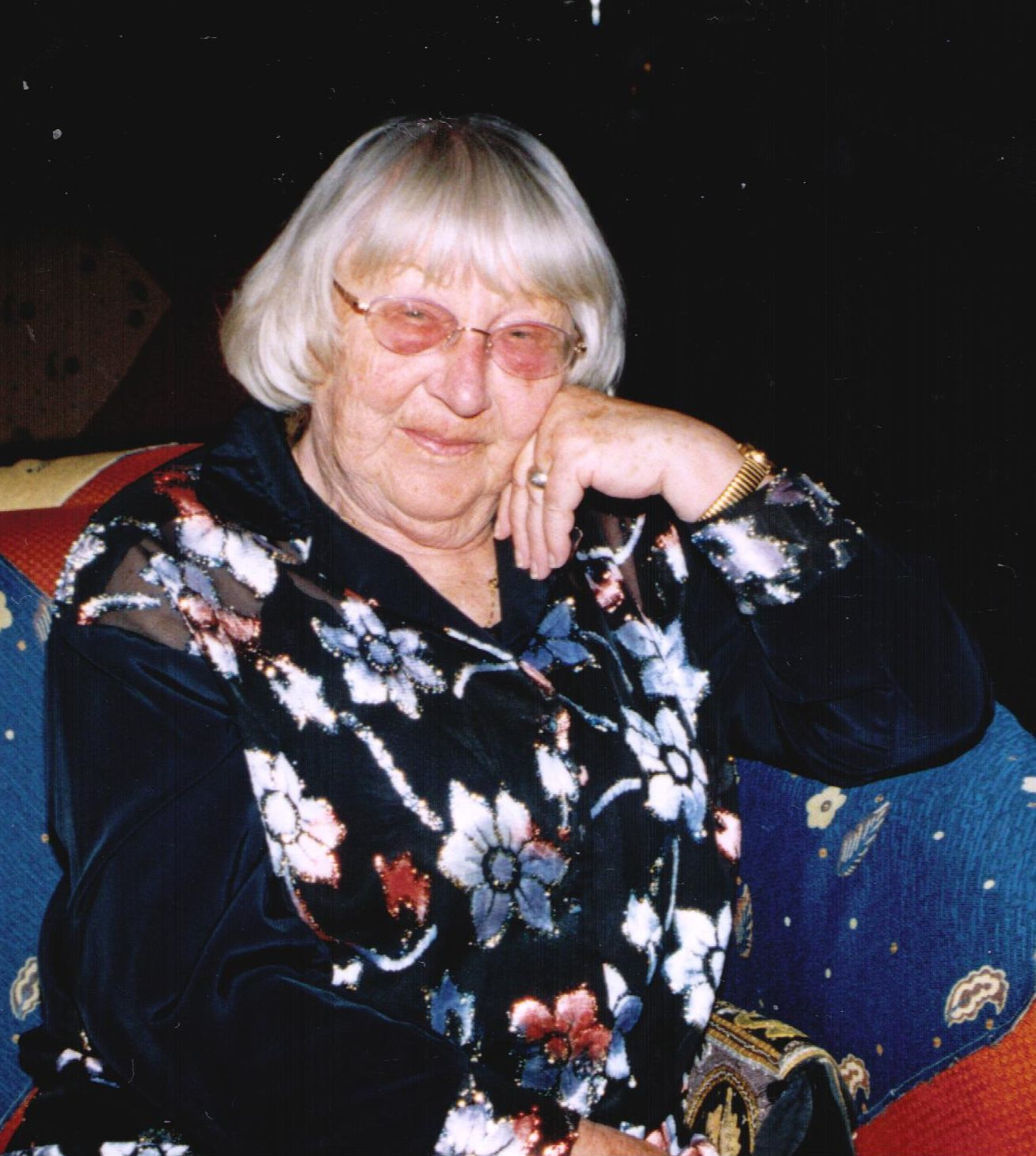
Barbara Suchner (* 1922)

- 1922: Barbara Suchner, deutsche Schriftstellerin
- 1923: Ahmet Ertegün, US-amerikanischer Musikproduzent
- 1923: Stephanie Kwolek, US-amerikanische Chemikerin
- 1924: Waldemar Kumming, Herausgeber der Science-Fiction-Fanzine Munich Round Up
- 1925: Rolf Andresen, deutscher Sportfunktionär
- 1925: A. O. L. Atkin, britisch-US-amerikanischer Mathematiker

#### 1926–1950

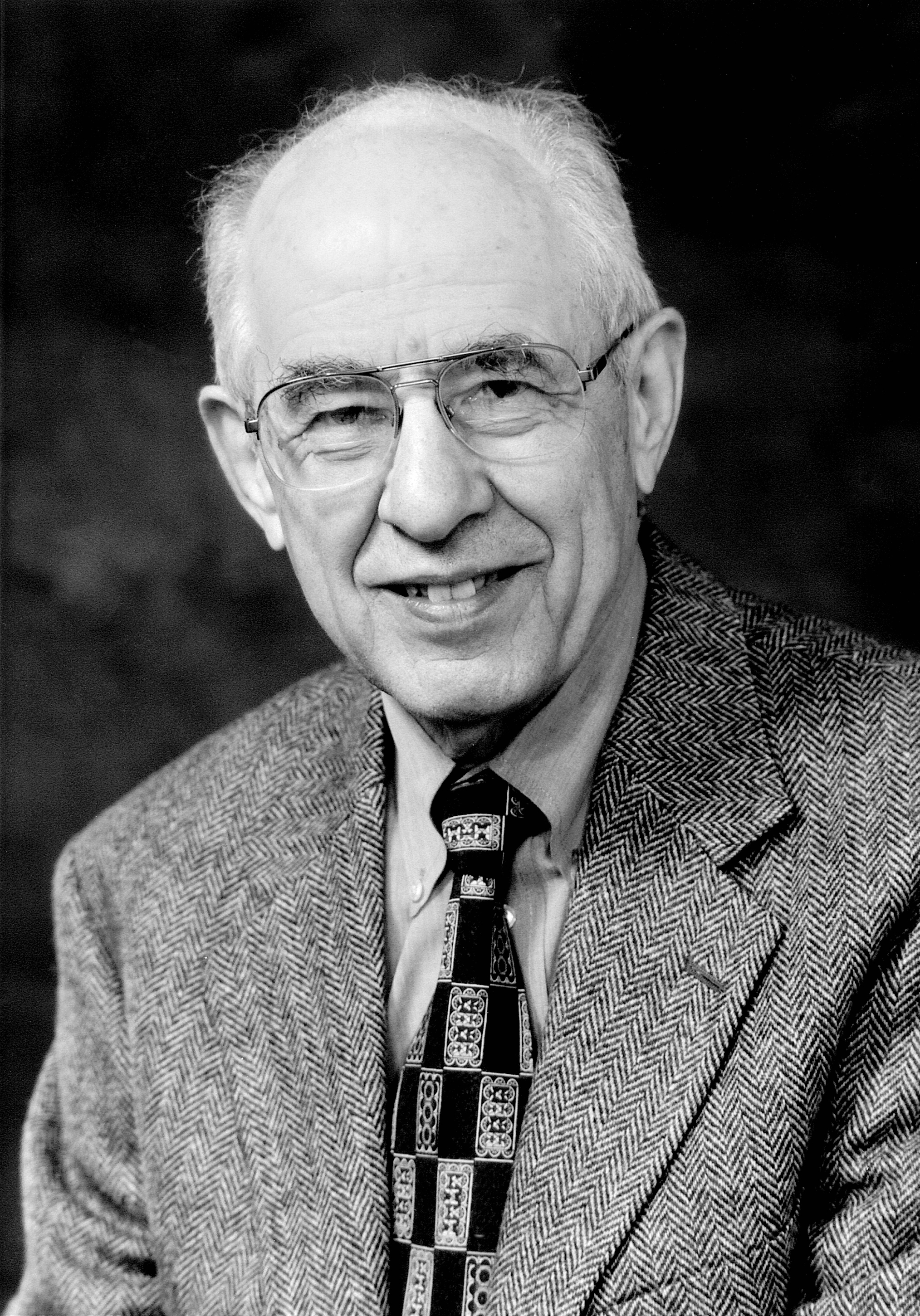
Hilary Putnam (* 1926)

- 1926: Hilary Putnam, US-amerikanischer Philosoph
- 1927: Cecilia Mangini, italienische Dokumentarfilmerin und Fotografin
- 1927: Ștefan Niculescu, rumänischer Komponist
- 1927: Tony Thomas, britisch-US-amerikanischer Filmhistoriker, Fernseh- und Musikproduzent
- 1927: Walter Vogt, Schweizer Schriftsteller und Arzt
- 1928: Kurt Sontheimer, deutscher Politikwissenschaftler
- 1929: Lynne Reid Banks, britische Schriftstellerin
- 1929: Willi Roth, deutscher Boxer
- 1929: José Santamaría, spanischer Fußballspieler und -trainer
- 1930: Richard Andriamanjato, madagassischer Pfarrer und Politiker
- 1930: Oleg Konstantinowitsch Popow, russischer Clown
- 1931: Karl Heinrich Friauf, deutscher Jurist
- 1931: Ivan Rebroff, deutscher Sänger
- 1932: Johann Georg von Hohenzollern, deutscher Adeliger
- 1932: John Searle, amerikanischer Philosoph

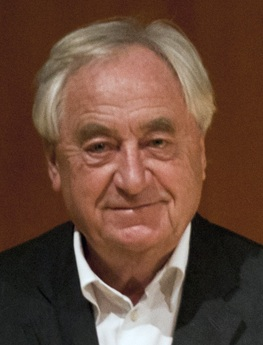
Cees Nooteboom (* 1933)

- 1933: Cees Nooteboom, niederländischer Schriftsteller
- 1935: August Paterno, österreichischer Medien-Priester
- 1937: Mauro Bianchi, belgischer Automobilrennfahrer
- 1937: Edita Stanislawowna Pjecha, russische Sängerin
- 1938: Herbert Dienelt, deutscher Fußballspieler
- 1938: Marion Game, französische Schauspielerin
- 1939: Werner Kohlert, deutscher Kameramann und Dokumentarfilmregisseur
- 1939: France Nuyen, französische Schauspielerin
- 1939: Ignacio Zoco, spanischer Fußballspieler
- 1941: James Anderson, US-amerikanischer Professor
- 1942: Daniel Boone, britischer Sänger und Songschreiber
- 1942: Hartmut Mehdorn, deutscher Industriemanager
- 1943: William Bennett, US-amerikanischer Politiker
- 1943: Lobo, US-amerikanischer Sänger und Songschreiber
- 1943: Hagen Schulze, deutscher Historiker

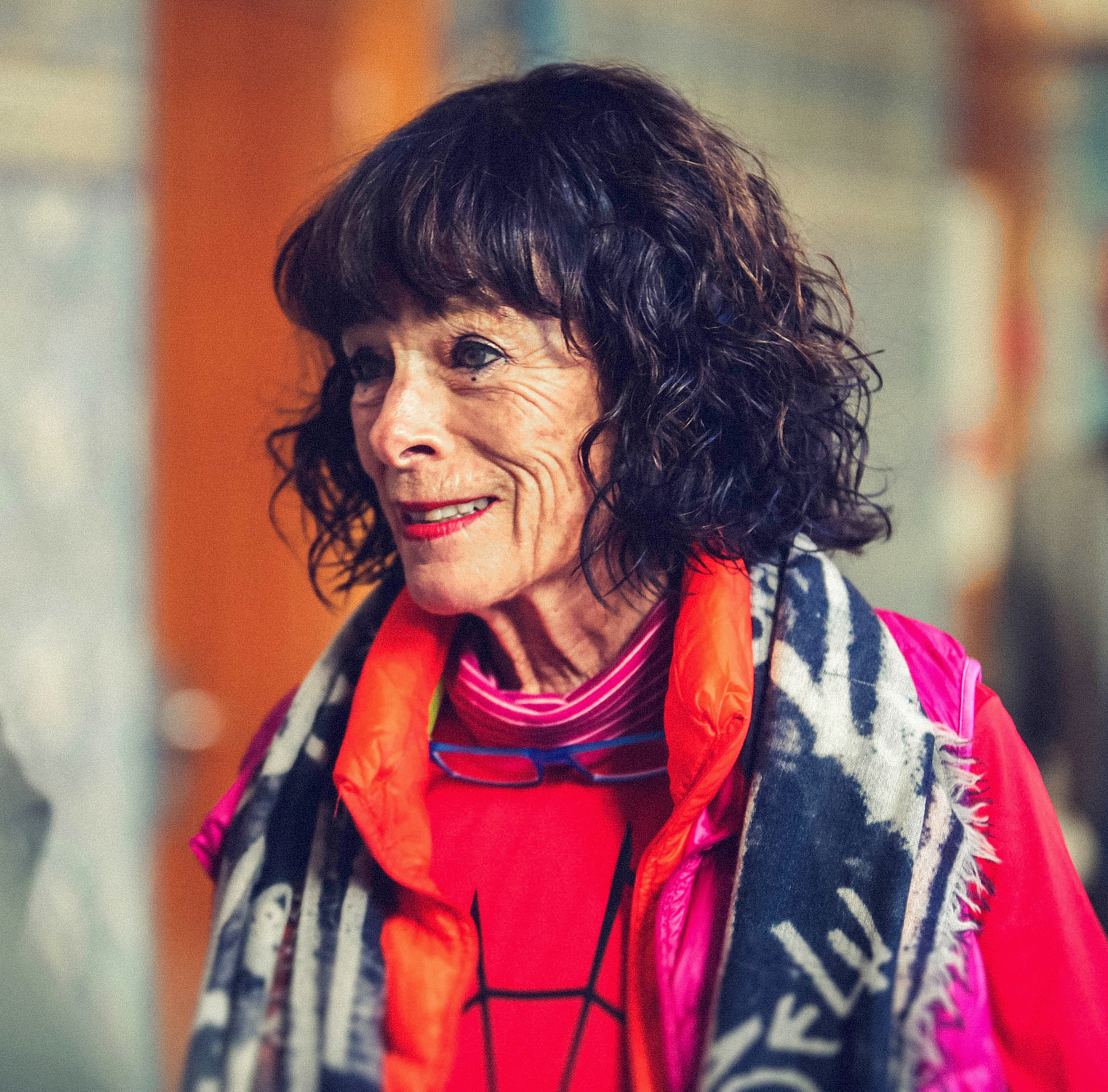
Geraldine Chaplin (* 1944)

- 1944: Geraldine Chaplin, US-amerikanische Filmschauspielerin
- 1944: Ueli Heiniger, Schweizer Fernsehmoderator
- 1944: Robert C. Merton, US-amerikanischer Ökonom
- 1945: Masakatsu Asari, japanischer Skispringer
- 1945: Tomáš Vačkář, tschechischer Komponist
- 1946: Christian Ethuin, französischer Automobilrennfahrer
- 1947: Yleana Bautista, kubanische Pianistin und Musikpädagogin
- 1947: Hans Peter Danuser, Schweizer Tourismusmanager
- 1947: Richard Griffiths, englischer Schauspieler
- 1948: Astrid Andreasen, färöische Künstlerin und wissenschaftliche Illustratorin
- 1949: Riccardo Lay, italienischer Jazzbassist
- 1949: Engelhard Pargätzi, Schweizer Skirennfahrer
- 1950: Richard Berry, französischer Sänger und Schauspieler
- 1950: Reinhard Kluth, deutscher Kirchenmusiker

#### 1951–1975

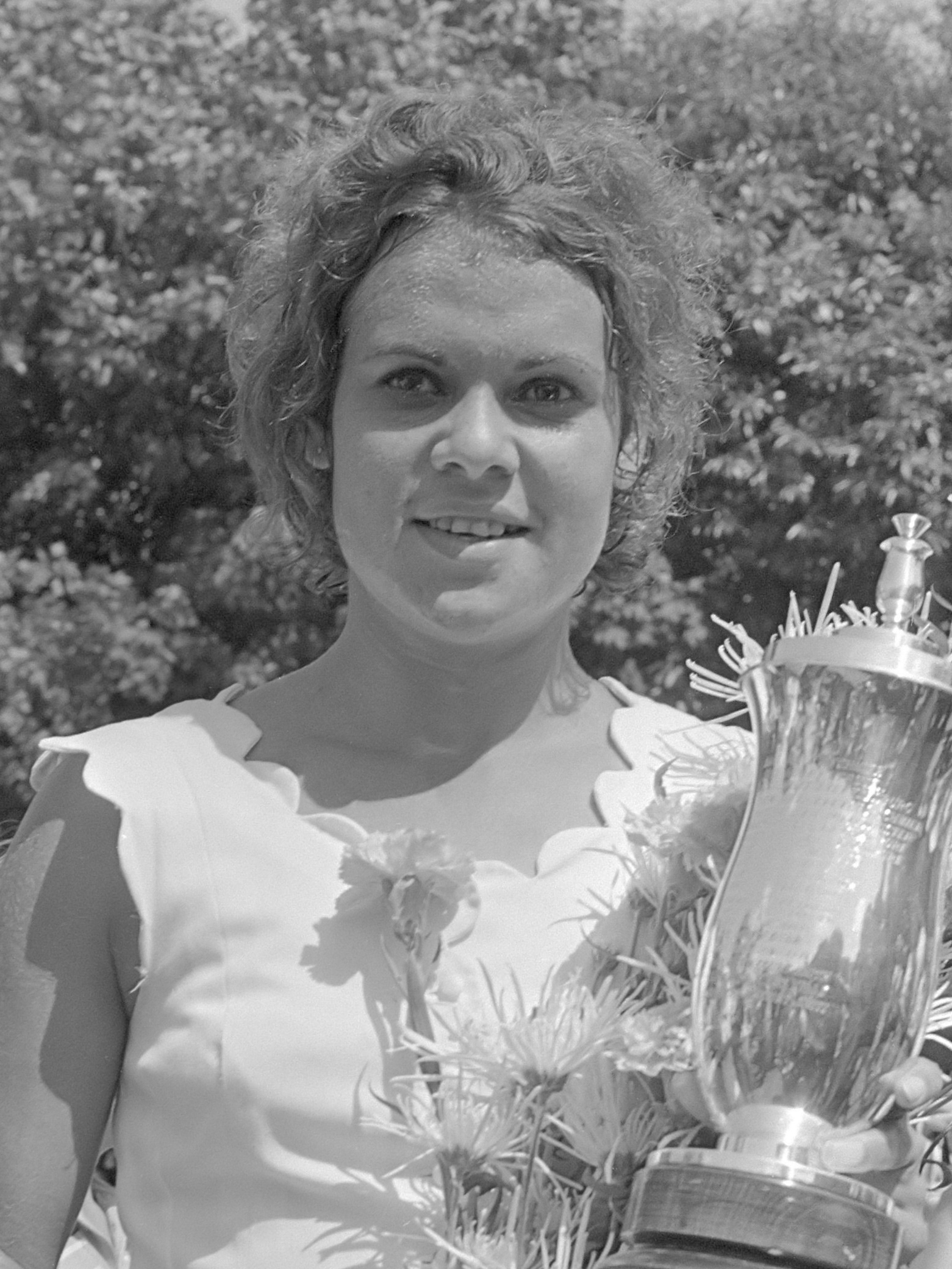
Evonne Goolagong Cawley (* 1951)

- 1951: Evonne Goolagong Cawley, australische Tennisspielerin
- 1951: Carlo Karges, deutscher Musiker
- 1951: Barry Van Dyke, US-amerikanischer Schauspieler
- 1952: Marlies Amann-Marxer, liechtensteinische Politikerin
- 1952: Helmuts Balderis, lettischer Eishockeyspieler
- 1952: Reinhard Goebel, deutscher Musiker
- 1953ː Jūratė Juozaitienė, litauische Politikerin und Architektin
- 1953: Kenneth Radnofsky, US-amerikanischer klassischer Saxophonist und Musikpädagoge
- 1953: Brunhilde Raiser, deutsche Theologin
- 1953: James Read, US-amerikanischer Schauspieler
- 1953: Mary Rees, britische Mathematikerin
- 1954: Miguel Amaral, portugiesischer Unternehmer und Automobilrennfahrer
- 1954: Rainer Bock, deutscher Schauspieler
- 1955: Hans-Eckardt Wenzel, deutscher Lyriker, Liedermacher und Regisseur
- 1956: Michael Biehn, US-amerikanischer Schauspieler
- 1956: Georg Bydlinski, österreichischer Schriftsteller
- 1956: Elisabeth von Samsonow, deutsche Philosophin und Bildhauerin
- 1956: Gustav Peter Wöhler, deutscher Schauspieler
- 1957: John Austin, US-amerikanischer Tennisspieler
- 1957: Martin Räber, deutscher Handballspieler und -trainer

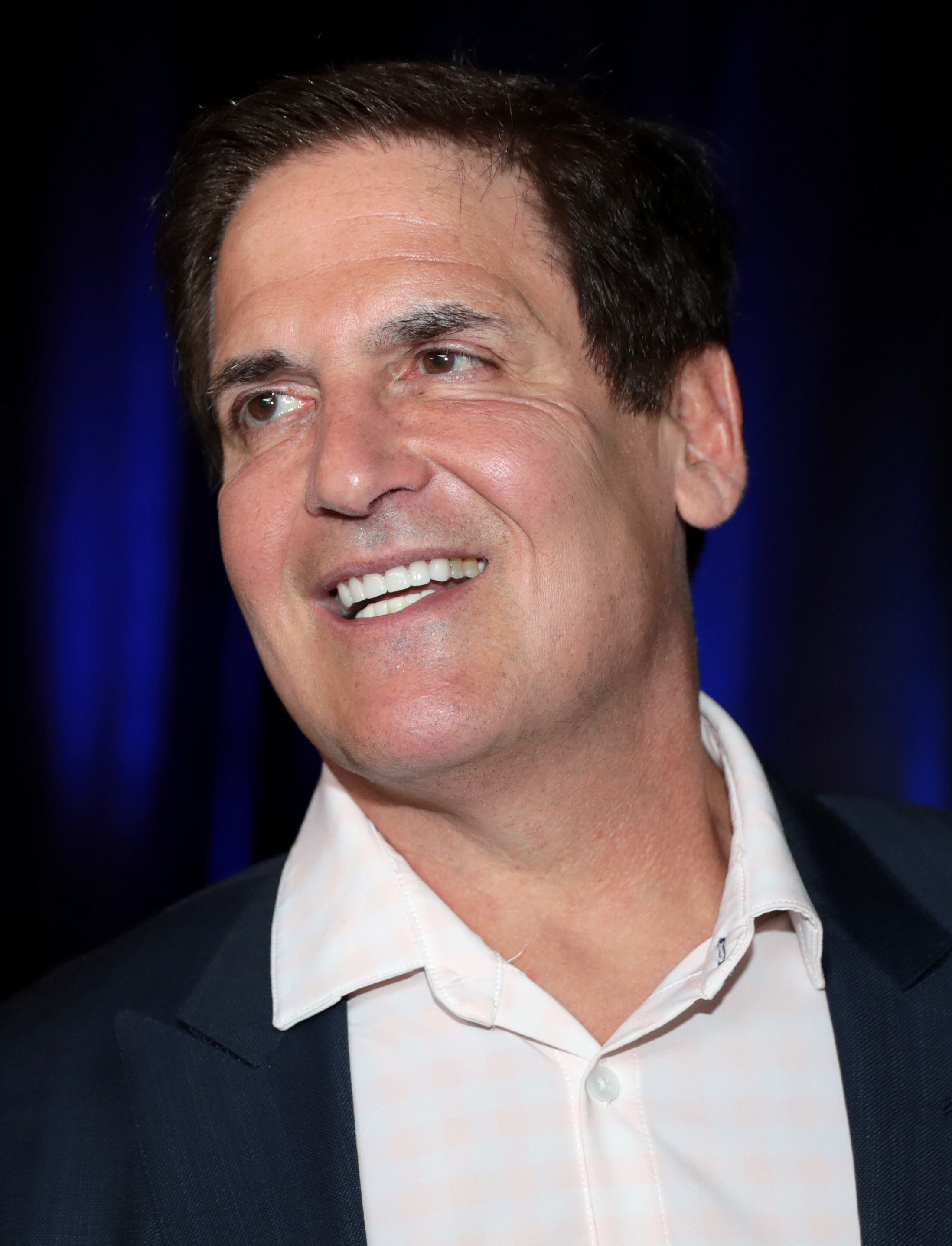
Mark Cuban (* 1958)

- 1958: Mark Cuban, US-amerikanischer Unternehmer
- 1958: Rainer Gassner, liechtensteinischer Rennrodler
- 1959: Guillo Espel, argentinischer Komponist und Gitarrist
- 1959: Stanley Jordan, US-amerikanischer Jazz-Gitarrist
- 1960: Dale Hunter, kanadischer Eishockeyspieler
- 1961: Bettina Hradecsni, österreichisch-libanesische Politikerin
- 1961: Isabel Varell, deutsche Sängerin, Schauspielerin und Fernsehmoderatorin
- 1962: Kevin Greene, US-amerikanischer American-Football-Spieler
- 1962: Wesley Snipes, US-amerikanischer Schauspieler
- 1963: Abdullah Avcı, türkischer Fußballspieler und -trainer

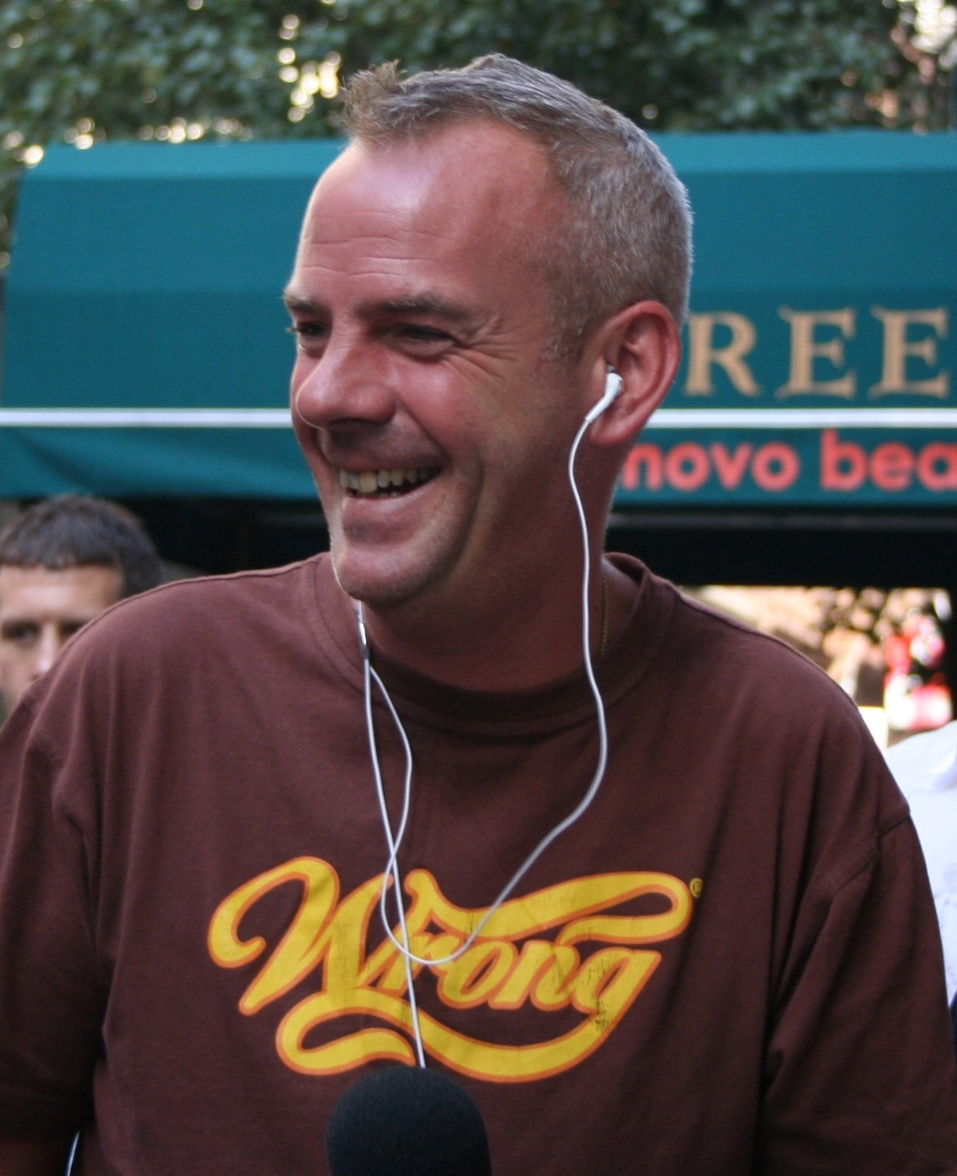
Fatboy Slim (* 1963)

- 1963: Fatboy Slim, britischer Musiker
- 1964: Wendell Alexis, US-amerikanischer Basketballspieler
- 1964: Michael Bienert, deutscher Publizist und Literaturwissenschaftler
- 1964: C. C. Catch, deutsche Sängerin
- 1964: Peter Grünwald, österreichischer Offizier
- 1964: Michaela Merten, deutsche Schauspielerin und Autorin
- 1964: Pieter Nota, niederländischer Manager
- 1964: Thierry Rozier, französischer Springreiter
- 1964: Jean-Paul Vondenburg, schwedischer Fußballspieler
- 1964: Joja Wendt, deutscher Jazz-Pianist
- 1965: Mario von Appen, deutscher Kanute
- 1965: Joanne K. Rowling, britische Schriftstellerin
- 1966: Dean Cain, US-amerikanischer Schauspieler
- 1966: Marcus Grüsser, deutscher Schauspieler
- 1966: Valdas Ivanauskas, litauischer Fußballspieler und -trainer
- 1967: Rudolf Martin, deutscher Schauspieler
- 1967: Grzegorz Turnau, polnischer Liedermacher
- 1968: Knut Holmann, norwegischer Kanute
- 1968: Beatrice Manowski, deutsche Schauspielerin
- 1968: Friedrich Leisch, österreichischer Statistiker
- 1969: Antonio Conte, italienischer Fußballspieler und -trainer
- 1970: John 5, US-amerikanischer Musiker
- 1971: Claudia Acuña, chilenische Jazz-Sängerin
- 1971: Aline Champion, Schweizer Violinistin

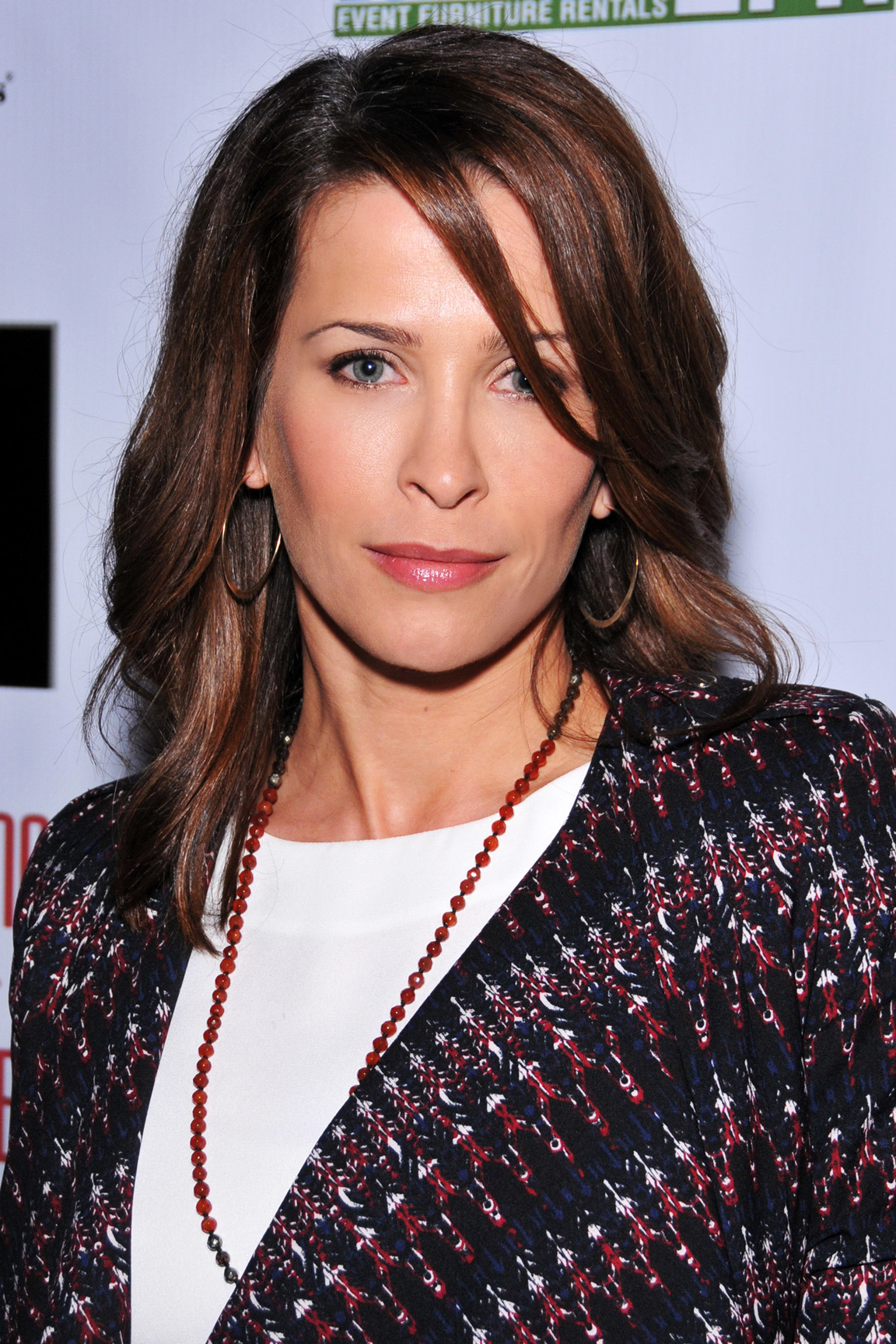
Christina Cox (* 1971)

- 1971: Christina Cox, kanadische Schauspielerin
- 1972: Davide Corti, italienischer Fußballspieler und -trainer
- 1972: Tami Stronach, US-amerikanische Schauspielerin und Tänzerin
- 1973: Jacob Aagaard, dänisch-schottischer Schachmeister und Schriftsteller
- 1973: Abdulaziz al-Chathran, saudi-arabischer Fußballspieler
- 1973: Jerry Rivera, puerto-ricanischer Salsamusiker
- 1974: Emilia Fox, britische Schauspielerin
- 1974: Jonathan Ogden, US-amerikanischer American-Football-Spieler
- 1975: Elena Uhlig, deutsche Schauspielerin und Hörspielsprecherin

#### 1976–2000
- 1976: Salvatore Lanna, italienischer Fußballspieler und -trainer
- 1976: Paulo Wanchope, costa-ricanischer Fußballspieler

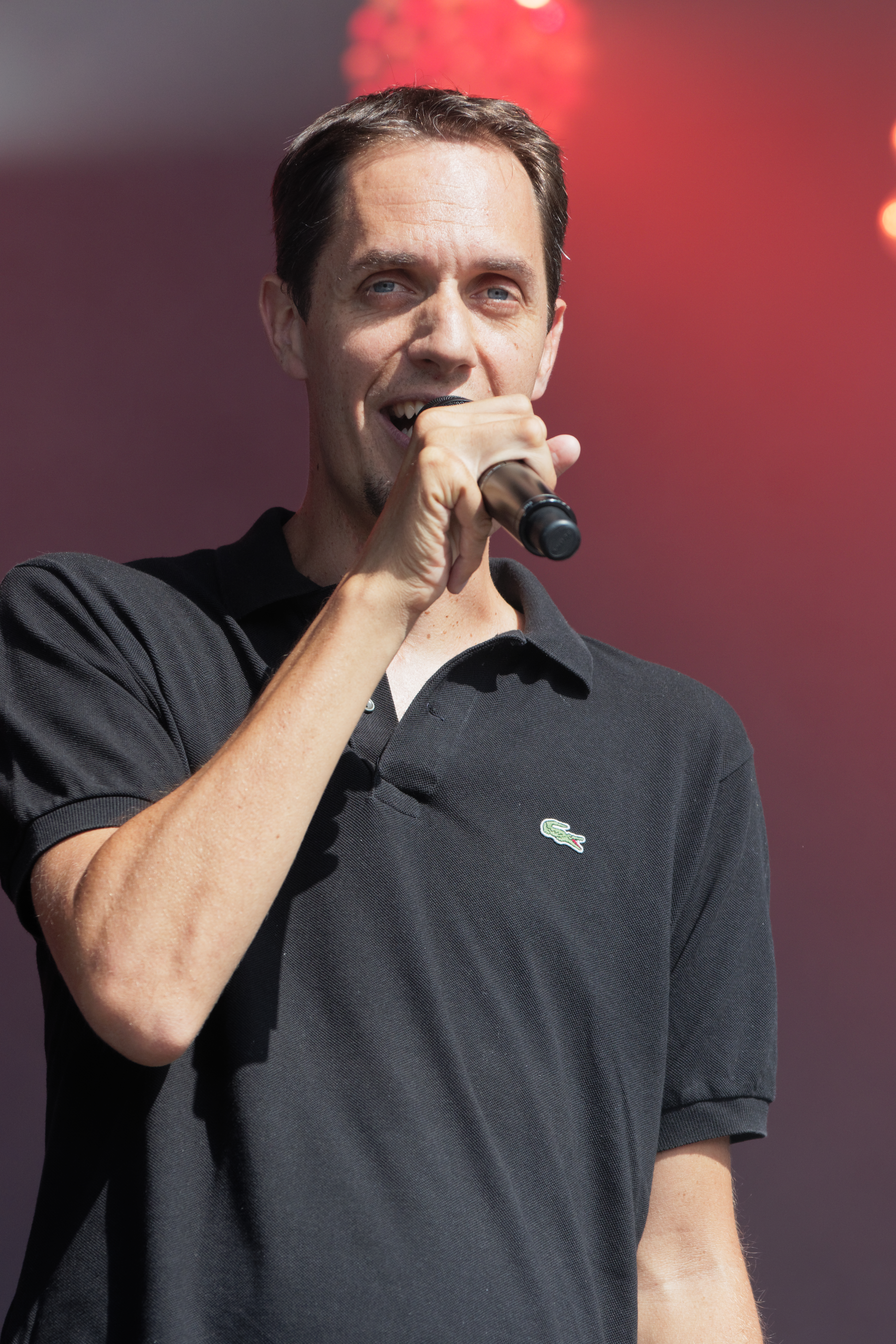
Grand Corps Malade (* 1977)

- 1977: Grand Corps Malade, französischer Poetry-Slam Künstler
- 1978: Tom Mandl, deutscher Schlagersänger und Schauspieler
- 1978: Tui Sutherland, Schriftstellerin, Mitglied des Autorenteams Erin Hunter
- 1978: Justin Wilson, britischer Automobilrennfahrer
- 1979: Per Krøldrup, dänischer Fußballspieler
- 1979: Carlos Marchena, spanischer Fußballspieler
- 1980: Rina Aiuchi, japanische Sängerin
- 1980: Joachim Deutschland, US-amerikanisch-deutscher Rocksänger und -musiker
- 1980: Mikko Hirvonen, finnischer Rallyefahrer
- 1981: Márcio Luiz Adurens, brasilianischer Fußballspieler

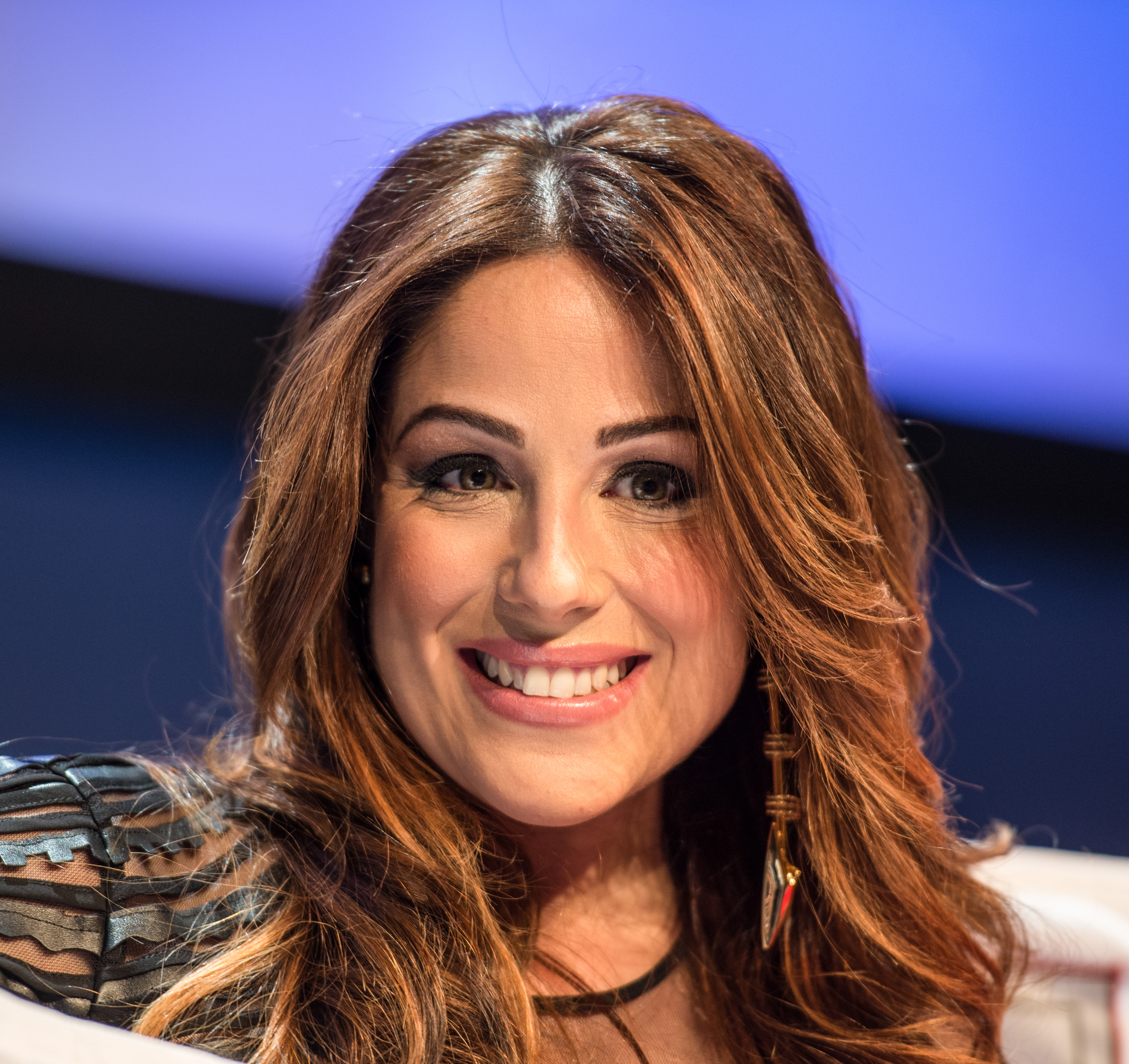
Ira Losco (* 1981)

- 1981: Ira Losco, maltesische Sängerin
- 1982: Dennis Eilhoff, deutscher Fußballspieler
- 1982: Edmond Kapllani, albanischer Fußballspieler
- 1982: Marc López, spanischer Tennisspieler
- 1983: Barbara Lanz, österreichische Schauspielerin
- 1984: Paul Ambrose, australischer Triathlet
- 1984: İpek Yaylacıoğlu, türkische Schauspielerin
- 1985: Alissa White-Gluz, kanadische Sängerin
- 1986: Jewgeni Wladimirowitsch Malkin, russischer Eishockeyspieler
- 1986: Wunmi Mosaku, nigerianisch-britische Schauspielerin
- 1987: Michael Bradley, US-amerikanischer Fußballspieler
- 1987: Lukas Runggaldier, italienischer nordischer Kombinierer
- 1988: Charlie Carver, US-amerikanischer Schauspieler
- 1988: Dr. Peacock, niederländischer Musikproduzent sowie Frenchcore- und Hardcore-Techno-DJ
- 1989: Vassilis Adamou, zyprischer Mountainbiker und Straßenradrennfahrer

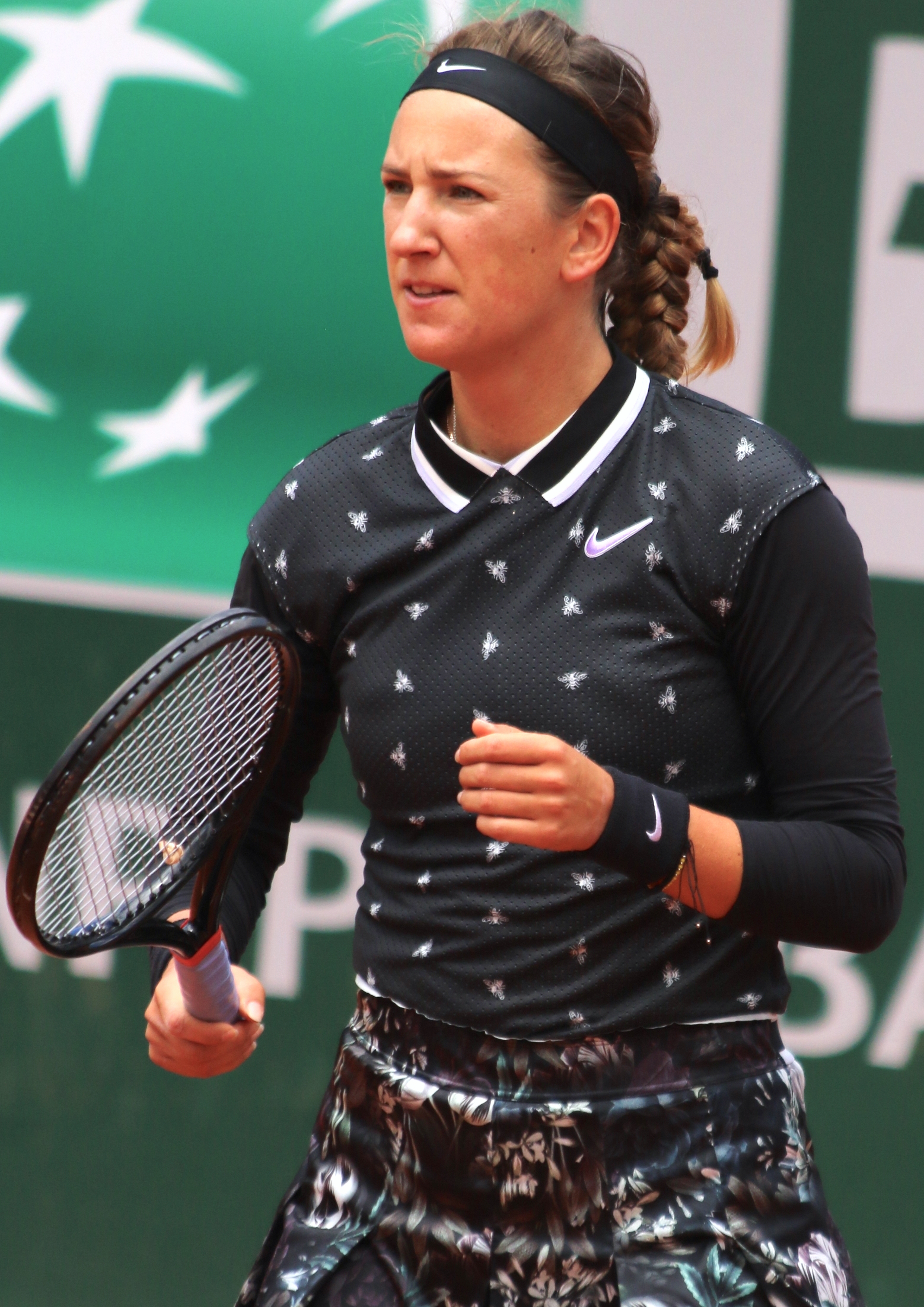
Wiktoryja Asaranka (* 1989)

- 1989: Wiktoryja Asaranka, belarussische Tennisspielerin
- 1990: Nicolas De Crem, belgischer Automobilrennfahrer
- 1990: Ruby Modine, US-amerikanische Schauspielerin
- 1991: Kenza Dali, französische Fußballspielerin
- 1991: William Gholston, US-amerikanischer American-Football-Spieler
- 1993: Anne Hubinger, deutsche Handballspielerin
- 1993: Wilfredo León, kubanisch-polnischer Volleyballspieler
- 1993: Sandra Starke, deutsch-namibische Fußballspielerin
- 1994: Anastassija Porschnewa, russische Biathletin
- 1994: Lil Uzi Vert, US-amerikanischer Rapper
- 1995: Daniele Negroni, deutscher Sänger
- 1996: Lorenz Hochhuth, deutscher Schauspieler
- 1997: Juan Pedro López, spanischer Radrennfahrer
- 1998: Louis Prette, italienischer Unternehmer und Automobilrennfahrer
- 2000: Kim Sae-ron, südkoreanische Schauspielerin

### 21. Jahrhundert
- 2001: Peter Skoronski, US-amerikanischer American-Football-Spieler

## Gestorben

### Vor dem 17. Jahrhundert
- 0448: Germanus von Auxerre, Präfekt, Priester und Bischof
- 0451: Petrus Chrysologus, Bischof der katholischen Kirche
- 0990: Fujiwara no Kaneie, japanischer Regent
- 1106: Adolf I., Graf von Berg
- 1160: Alfred, englischer Geistlicher
- 1275: Hermann von Niederaltaich, Benediktiner, Abt von Niederaltaich und Chronist
- 1311: Roger Lestrange, englischer Ritter, Militär und Beamter
- 1321: Ibn al-Banna al-Marrākuschī, marokkanischer Mathematiker und Astronom
- 1338: Heinrich Krafft, Bischof von Lavant
- 1355: Nicholas Cantilupe, 3. Baron Cantilupe, englischer Adeliger, Richter und Militär
- 1358: Étienne Marcel, französischer Kaufmann und Vorsteher der Bürgerschaft von Paris
- 1396: William Courtenay, Erzbischof von Canterbury
- 1417: Elisabeth von Sponheim, Gräfin von Sponheim und Vianden, Herzogin von Bayern
- 1418: Anna, Großfürstin von Litauen
- 1433: Konrad von Arnsberg, Weihbischof in Köln
- 1457: Bohuslaus von Zwole, Bischof von Olmütz
- 1481: Francesco Filelfo, italienischer Gelehrter und Humanist
- 1508: Na’od I., Kaiser von Äthiopien
- 1553: Wilhelm von Schachten, landgräflich-hessischer Marschall
- 1556: Ignatius von Loyola, Gründer des Jesuitenordens
- 1563: Agostino Mainardi, Reformator und Pfarrer in Chiavenna
- 1564: Matthias von Held, Reichsvizekanzler des Heiligen Römischen Reiches
- 1564: Luis de Velasco, Vizekönig von Neuspanien
- 1571: Francesco Fernando d’Avalos d’Aquino d’Aragona, Gouverneur im Herzogtum Mailand und Vizekönig von Sizilien
- 1577: Johannes Anglicus, deutscher evangelischer Theologe und Kirchenliedkomponist
- 1587: Theobald Craschel, Weihbischof in Köln
- 1595: Hartwig Schmidenstet, deutscher Rhetoriker
- 1598: Petrus Albinus, deutscher Professor in Wittenberg und Begründer der sächsischen Geschichtsschreibung

### 17. Jahrhundert
- 1602: Charles de Gontaut, Herzog von Biron, französischer Heerführer und Diplomat, Marschall von Frankreich

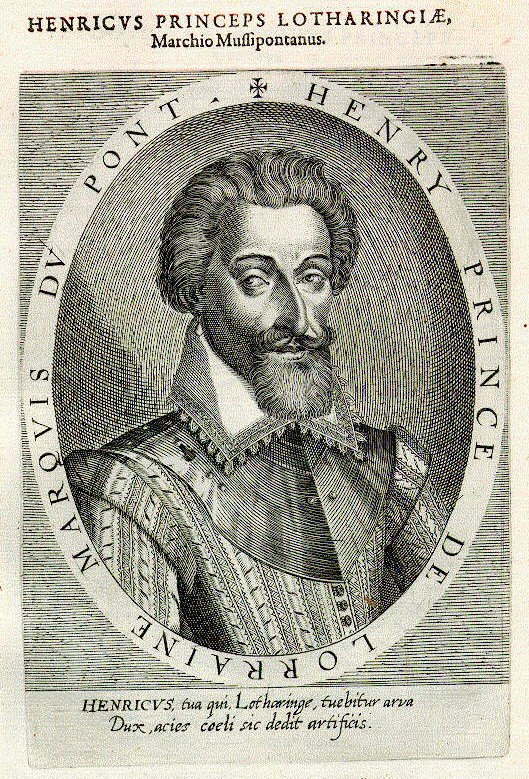
Heinrich II. († 1624)

- 1624: Heinrich II., Herzog von Lothringen
- 1634: Hermann Vultejus, deutscher Jurist
- 1646: Bruno Stisser, deutscher Rechtswissenschaftler und Jurist
- 1653: Thomas Dudley, englischer Gouverneur der Massachusetts Bay Colony
- 1653: Leopold Rotenburger, im Fürsterzbistum Salzburg wirkender Orgelbauer
- 1664: Goswin Nickel, 10. General der Societas Jesu
- 1689: Wolfgang Gundling, deutscher protestantischer Prediger, Diakon und Kapitelsdekan und Kirchenschriftsteller
- 1693: Willem Kalf, niederländischer Maler

### 18. Jahrhundert
- 1705: Maria Hueber, Tiroler Nonne und Ordensgründerin
- 1706: Anna Spiekermann, letztes Opfer der Hexenverfolgungen im Vest Recklinghausen

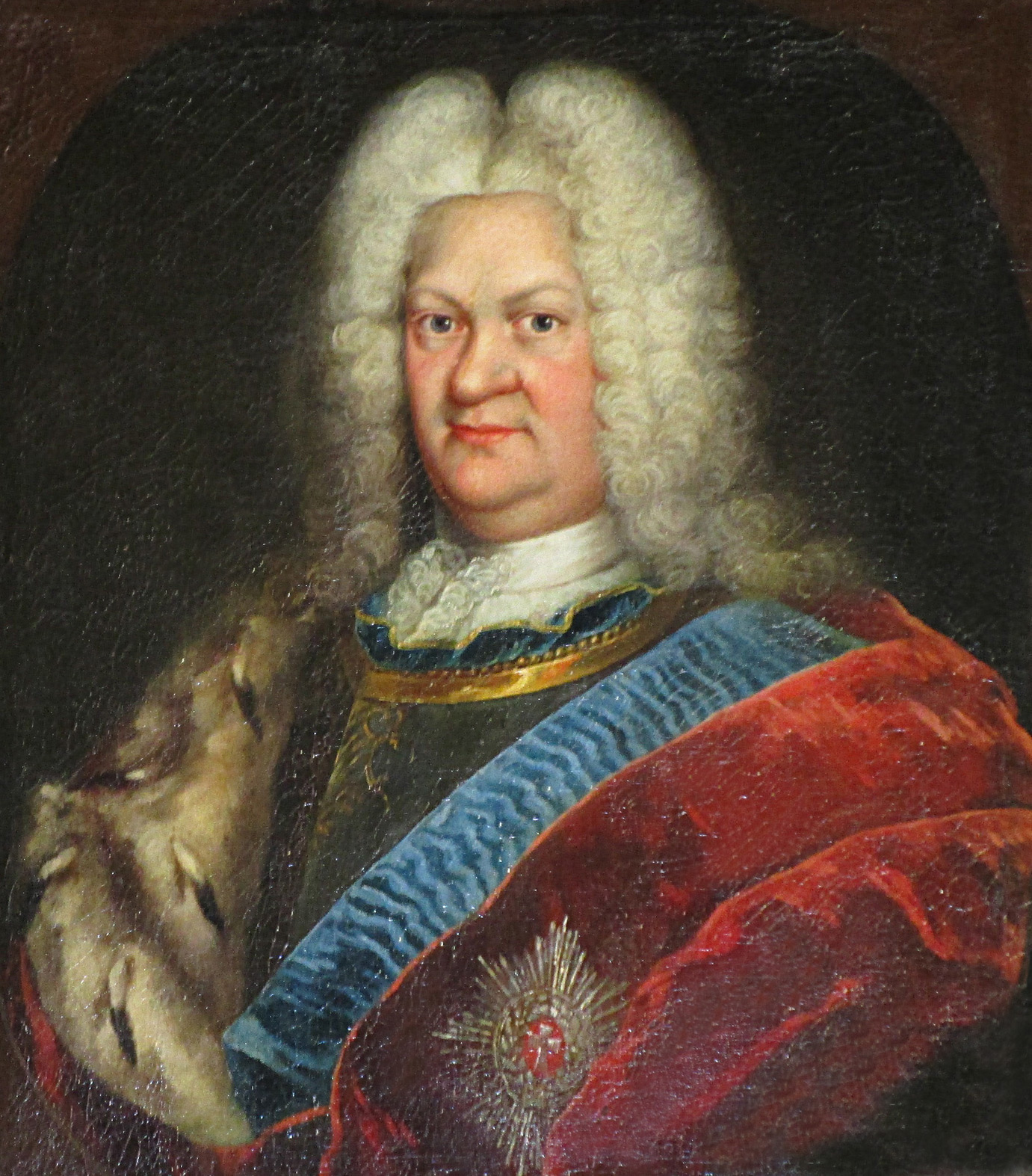
Friedrich Wilhelm I. († 1713)

- 1713: Friedrich Wilhelm I., Herzog von Mecklenburg im Landesteil Mecklenburg-Schwerin
- 1729: Nicola Francesco Haym, italienischer Musiker, Komponist und Librettist
- 1742: Friedrich Wilhelm Dyckhoff, deutscher Jurist und Direktor der Justizkanzlei in Osnabrück
- 1745: Karl Heinrich von Hornstein, Ritter des Deutschen Ordens
- 1750: Johann V., König von Portugal
- 1750: Johann George Schreiber, deutscher Kupferstecher, Kartograph und Verleger
- 1751: Benigna Marie Reuß zu Ebersdorf, deutsche Gräfin und Kirchenlieddichterin
- 1752: Johann Christoph Pepusch, deutscher Komponist
- 1767: Joseph Michael Schnöller, Tiroler Baumeister und Architekt
- 1777: Heinrich Wilhelm Eckmann, deutscher Orgelbauer
- 1784: Denis Diderot, französischer Schriftsteller und Philosoph
- 1792: Jürgen Christian Findorff, deutscher Moorkolonisator

### 19. Jahrhundert

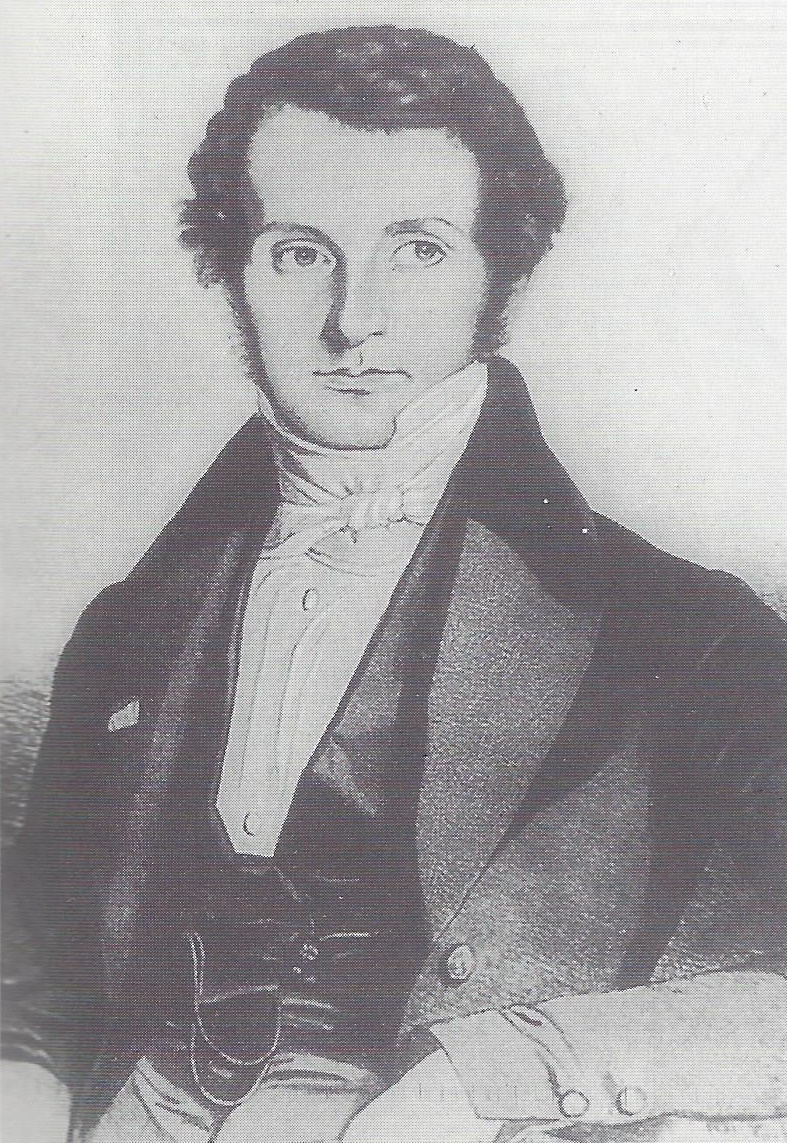
Bernhard Heine († 1846)
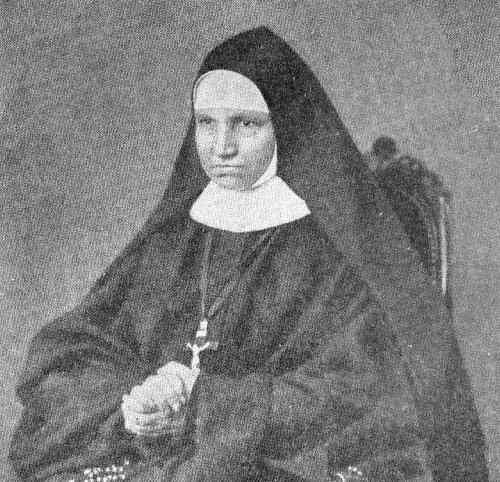
Elisabeth Alphonsa Maria Eppinger († 1867)
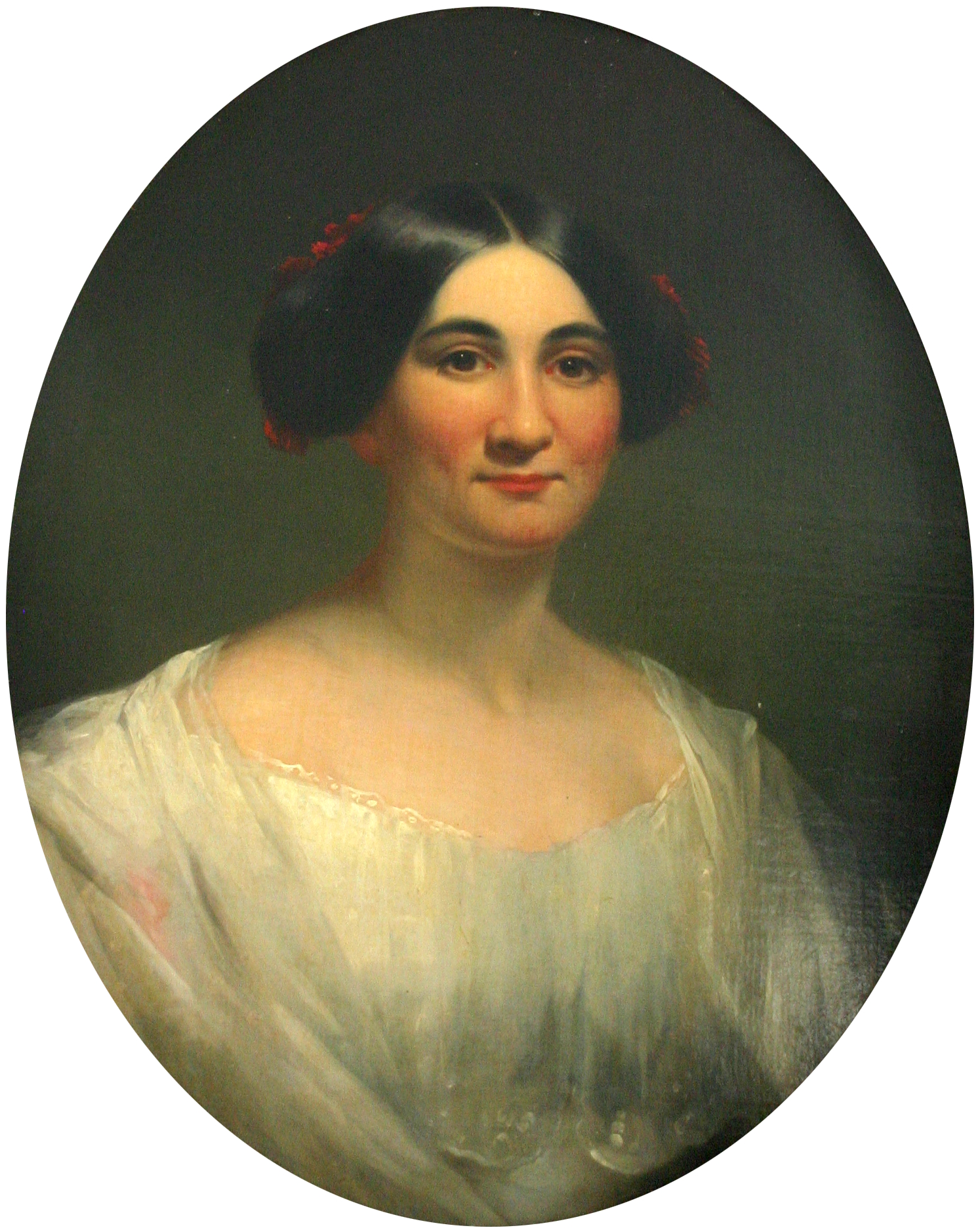
Phoebe Cary († 1871)

- 1846: Bernhard Heine, deutscher Instrumentenmacher, Orthopäde und Erfinder des Osteotoms
- 1849: Sándor Petőfi, ungarischer Nationaldichter
- 1867ː Elisabeth Alphonsa Maria Eppinger, Ordensgründerin
- 1867: Benoît Fourneyron, französischer Ingenieur
- 1867: Adolf Martin Pleischl, böhmisch-österreichischer Chemiker und Mediziner
- 1871: Phoebe Cary, US-amerikanische Lyrikerin
- 1875: Andrew Johnson, US-amerikanischer Politiker, 17. Präsident der USA
- 1886ː Minona Frieb-Blumauer, deutsche Schauspielerin und Sängerin
- 1886: Franz Liszt, ungarischer Komponist und Pianist
- 1889: Eduard Lübbert, deutscher Altphilologe und Archäologe
- 1889: Hugo von Ritgen, deutscher Architekt
- 1893: Friedrich Witte, deutscher Apotheker, Fabrikant und Politiker
- 1898: Peter Fuchs, deutscher Bildhauer und Dombildhauer am Kölner Dom

### 20. Jahrhundert

#### 1901–1950

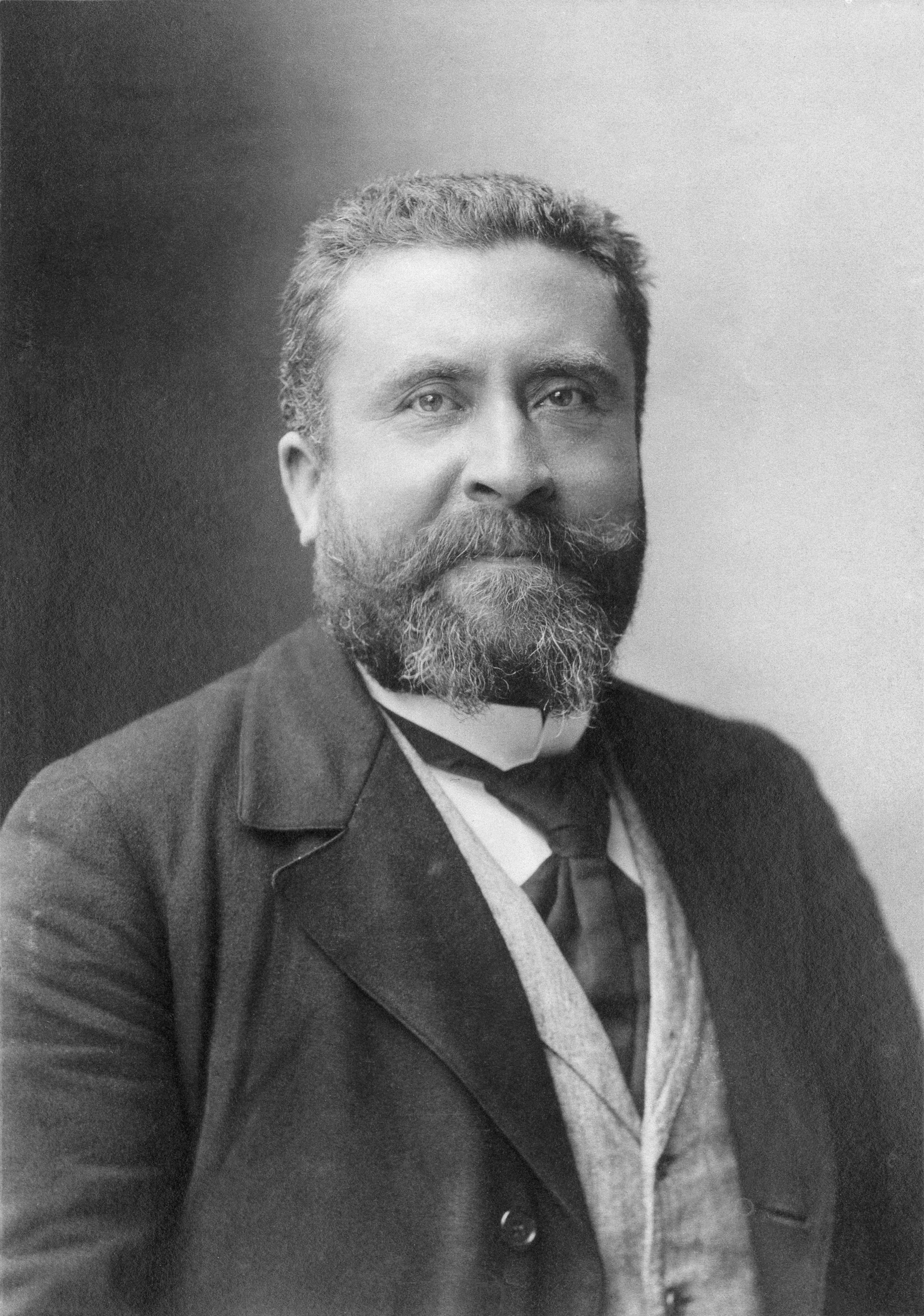
Jean Jaurès († 1914)

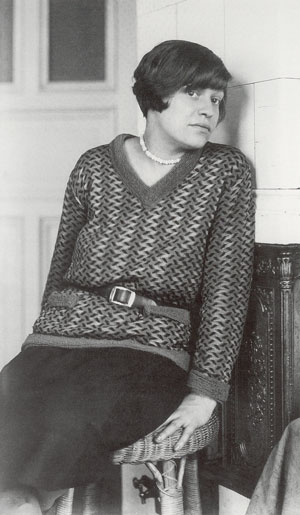
Elfriede Lohse-Wächtler († 1940)

- 1904: Richard Kund, deutscher Offizier und Forschungsreisender
- 1909: Fazlollah Nuri, schiitischer Geistlicher
- 1911: Marija Fjodorowna Morosowa, russische Unternehmerin und Mäzenin
- 1914: Jean Jaurès, französischer Historiker und Politiker
- 1917: Hedd Wyn, walisischer Dichter
- 1928: Franz Servatius Bruinier, Komponist und Pianist
- 1929: José de Castro, portugiesischer Rechtsanwalt, Journalist und Politiker, Ministerpräsident
- 1929: Hermine von Janda, österreichische Malerin
- 1931: Karl Tellenbach, Stadtoriginal von Bern
- 1935: Georg Baur, deutscher Unternehmer
- 1935: Gustav Lindenthal, deutscher Brückenbauingenieur
- 1940: Elfriede Lohse-Wächtler, deutsche Künstlerin, Euthanasie-Opfer in Pirna-Sonnenstein
- 1940ː Lucie Weidt, österreichische Opernsängerin
- 1941: Hermann Groine, deutscher NS-Politiker, MdR
- 1943: Lida Gustava Heymann, deutsch-schweizerische Frauenrechtlerin
- 1943: Zdzisław Lubomirski, polnischer Aristokrat und Politiker
- 1944: Antoine de Saint-Exupéry, französischer Schriftsteller und Flieger
- 1945: Hans Nirrnheim, deutscher Historiker und Archivar
- 1948: George Adee, US-amerikanischer American-Football-Spieler und Tennisfunktionär
- 1949: Albert Rehm, deutscher Altphilologe

#### 1951–2000
- 1952: Waldemar Bonsels, deutscher Schriftsteller

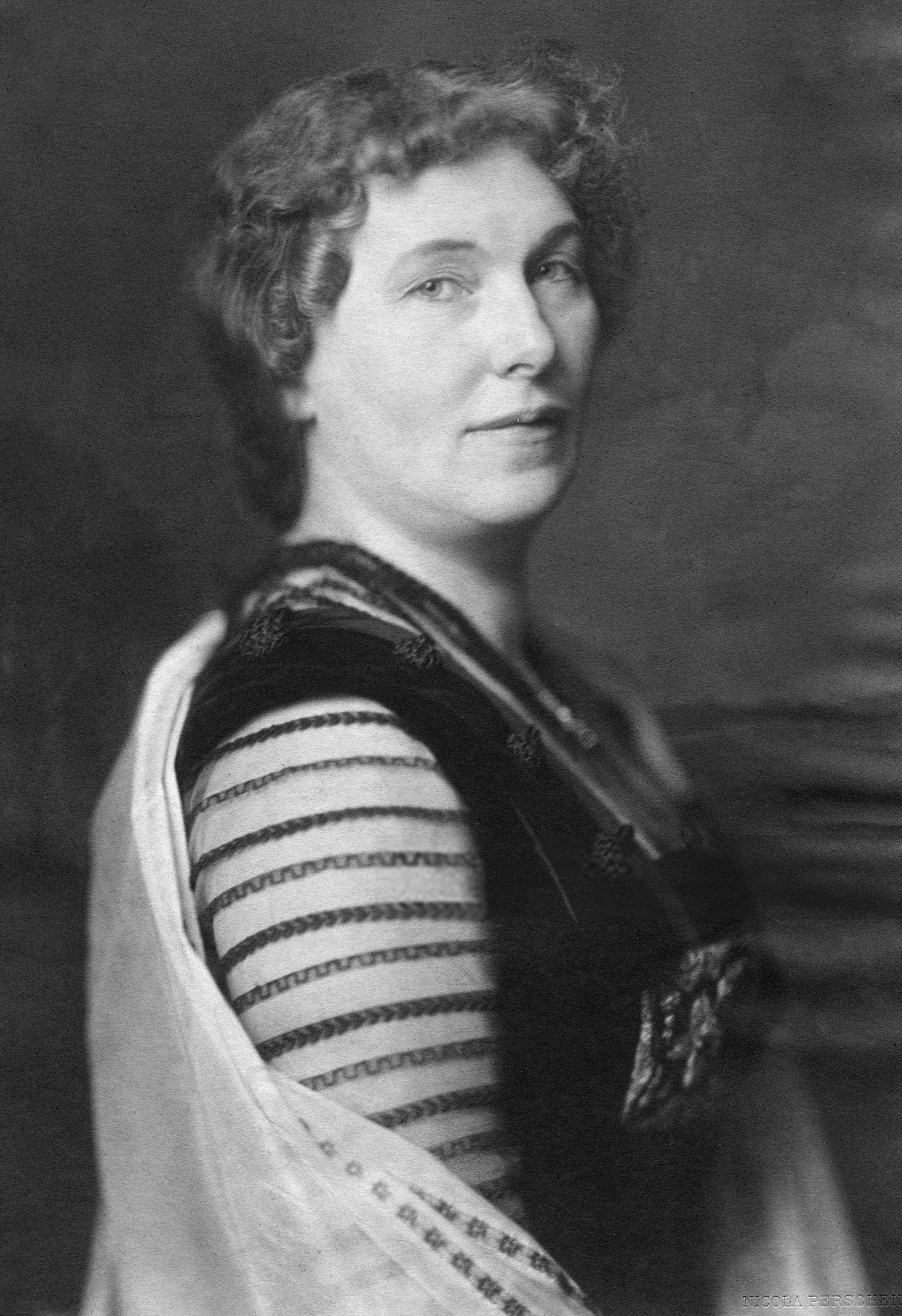
Clara Viebig († 1952)

- 1952: Clara Viebig, deutsche Erzählerin
- 1953: Nikolai Dmitrijewitsch Selinski, russischer Chemiker
- 1953: Robert A. Taft, US-amerikanischer Politiker
- 1954: Antonia von Luxemburg, bayerische Kronprinzessin
- 1954: Onofre Marimón, argentinischer Automobilrennfahrer
- 1955: Robert Francis, US-amerikanischer Schauspieler
- 1957: Sem Dresden, niederländischer Komponist und Dirigent
- 1957: Helene Funke, deutsche Malerin und Grafikerin
- 1959: Germaine Richier, französische Bildhauerin und Grafikerin
- 1959: Oskar Vogt, deutscher Hirnforscher
- 1960: Martin Karl Hasse, deutscher Hochschullehrer, Komponist und Musikschriftsteller
- 1961: Waldemar Mitscherlich, deutscher Staatswissenschaftler
- 1962: Cecil Masters, britischer Automobilrennfahrer
- 1963ː Ida Somazzi, Schweizer Frauenrechtlerin

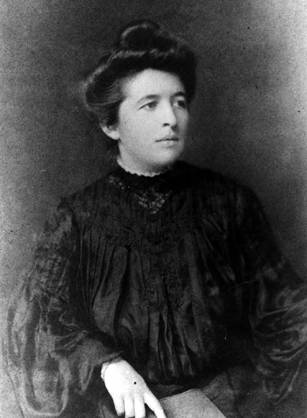
Dorothy Reed Mendenhall († 1964)

- 1964: Dorothy Reed Mendenhall, US-amerikanische Ärztin
- 1964: Jim Reeves, US-amerikanischer Country-Sänger
- 1966: Alexander von Falkenhausen, deutscher General, Militärbefehlshaber von Belgien und Nordfrankreich, Widerstandskämpfer
- 1966: Bud Powell, US-amerikanischer Jazz-Pianist
- 1967: Fritz Kühn, deutscher Fotograf, Bildhauer und Kunstschmied
- 1967: Richard Kuhn, österreichisch-deutscher Chemiker, Nobelpreisträger
- 1968: William Bukový, slowakisch-tschechischer Komponist
- 1969: Alexandra, deutsche Sängerin
- 1969: Charles Edison, US-amerikanischer Politiker
- 1969: Ruth Margarete Roellig, deutsche Schriftstellerin, LGBT-Aktivistin
- 1972: Ernst Fischer, österreichischer Schriftsteller und Politiker

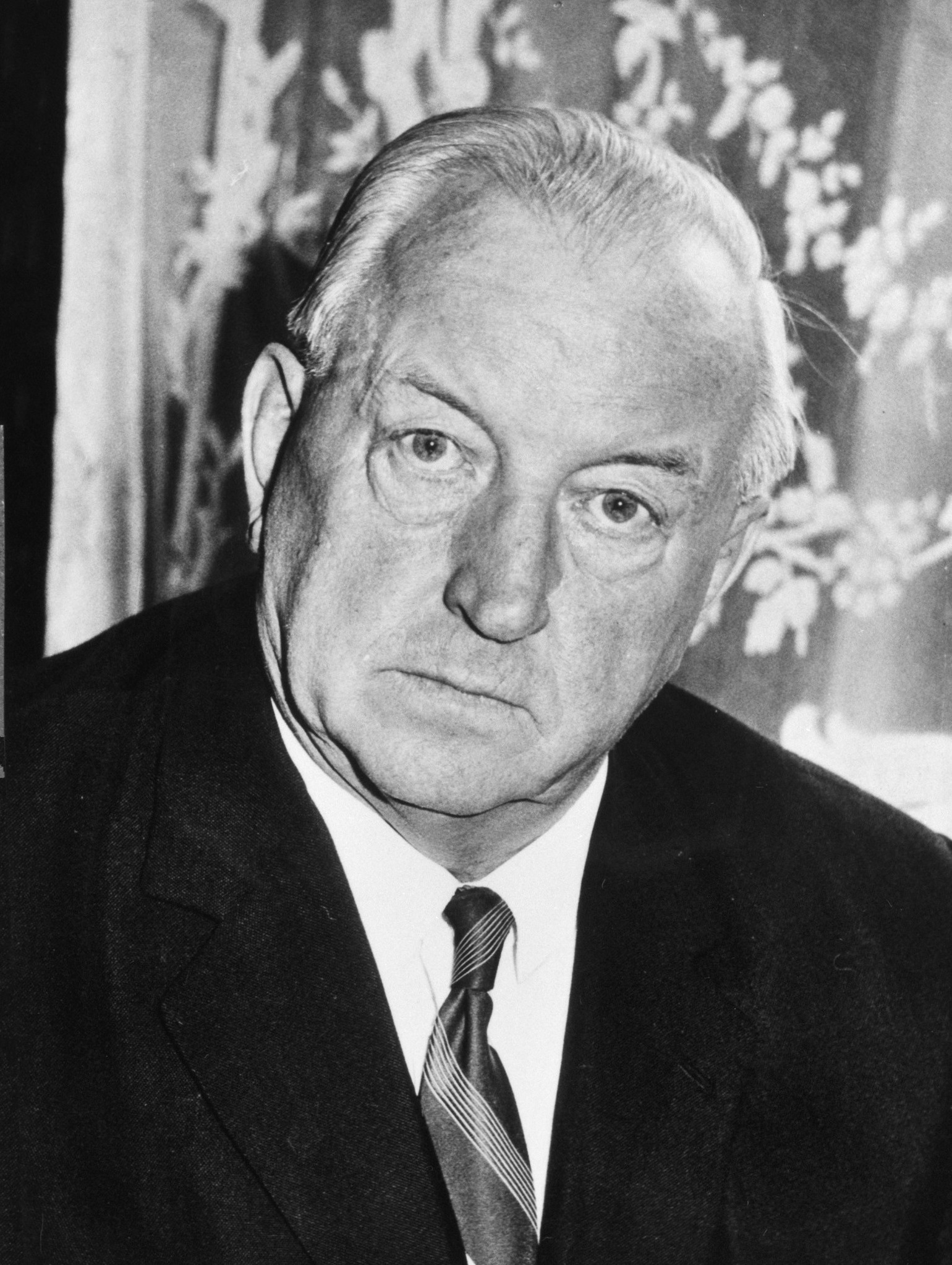
Alfons Gorbach († 1972)

- 1972: Alfons Gorbach, österreichischer Politiker, Bundeskanzler
- 1972: Paul-Henri Spaak, belgischer Politiker und Staatsmann
- 1973: George Maybee, kanadischer Organist, Chorleiter und Musikpädagoge
- 1973: Guido Morselli, italienischer Romancier
- 1978: Werner Finck, deutscher Schriftsteller, Schauspieler und Kabarettist
- 1978: Fritz Stüber, österreichischer Schriftsteller, Journalist und Politiker
- 1979: José Della Torre, argentinischer Fußballspieler und -trainer
- 1979: Wilhelm Nauhaus, deutscher Buchbinder, Künstler, Archivar und Publizist
- 1980: Pascual Jordan, deutscher Physiker
- 1982: Queenie Paul, australische Schauspielerin, Sängerin und Tänzerin
- 1982: Walter Spahrbier, deutscher Glückspostbote im deutschen Fernsehen
- 1983: John Mansfield Addis, britischer Diplomat
- 1983: Eva Pawlik, österreichische Eiskunstläuferin, Filmschauspielerin und erste TV-Sportkommentatorin
- 1984: Paul Le Flem, französischer Komponist

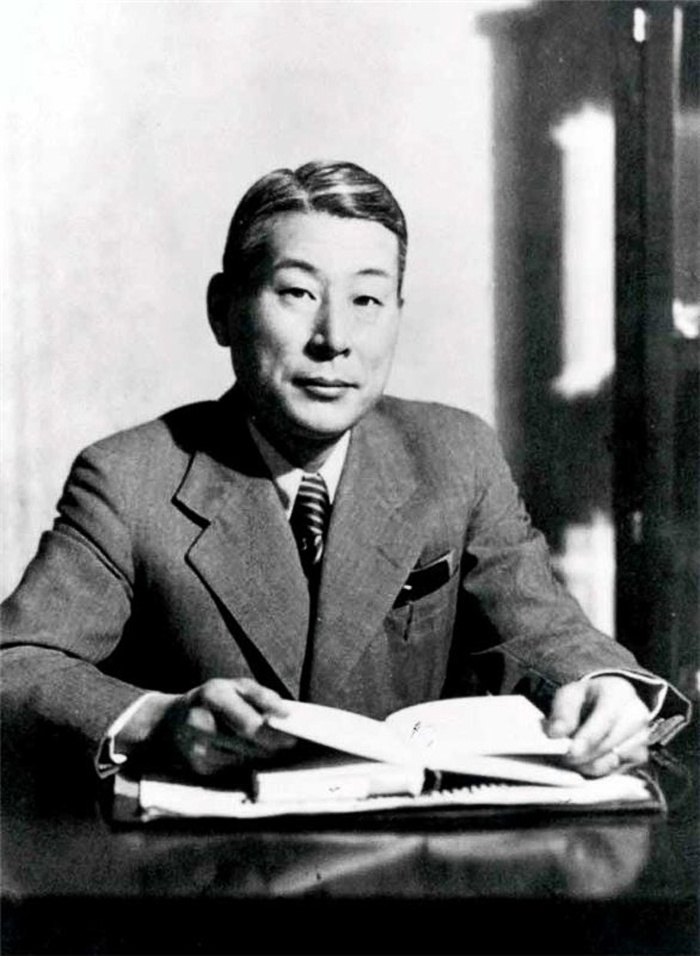
Chiune Sugihara († 1986)

- 1986: Chiune Sugihara, japanischer Diplomat
- 1986: Teddy Wilson, US-amerikanischer Jazzpianist
- 1987: Joseph Meurers, deutscher Astronom, Astrophysiker und Naturphilosoph
- 1988: Herbert Ansbach, deutscher Politiker
- 1988: André Navarra, französischer Cellist
- 1989: Roland Gardner, britischer Automobilrennfahrer
- 1990: Wilhelm Nowack, deutscher Journalist und Politiker
- 1990: Fernando Sancho, spanischer Schauspieler

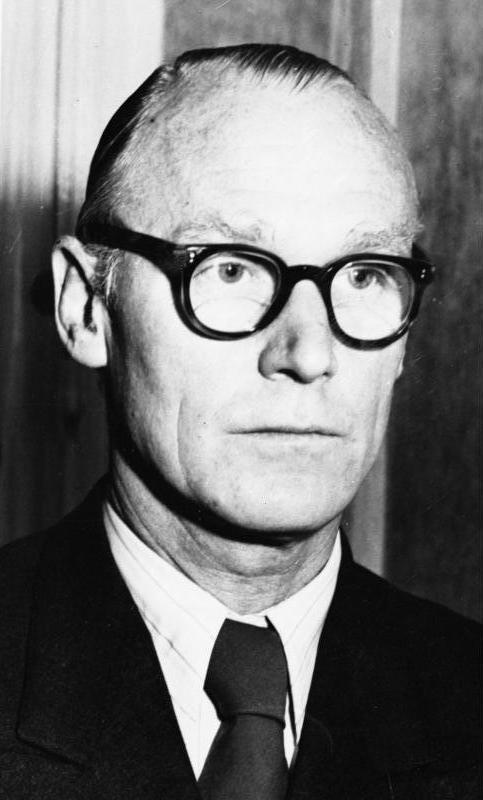
Ludger Westrick († 1990)

- 1990: Ludger Westrick, deutscher Manager und Politiker, Wehrwirtschaftsführer, Bundesminister
- 1991: João Chedid, libanesischer Bischof in Brasilien
- 1992: Paul Arnold, französischer Schriftsteller, Theaterhistoriker und Esoteriker
- 1993: Lola Álvarez Bravo, mexikanische Fotografin
- 1993: Baudouin I., König der Belgier
- 1993: Bert Hadley, britischer Automobilrennfahrer
- 1994: Karola Bloch, polnisch-deutsche Architektin und Publizistin
- 1996: Hans Schwier, deutscher Politiker, MdL, Landesminister
- 1997ː Eva Hermann, deutsche Gerechte unter den Völkern
- 2000: Wolfgang von Groote, deutscher Offizier und Militärhistoriker
- 2000: Hendrik Christoffel van de Hulst, niederländischer Astrophysiker

### 21. Jahrhundert
- 2001: Poul Anderson, US-amerikanischer Science-Fiction-Autor
- 2001: Francisco da Costa Gomes, portugiesischer Marschall und Politiker
- 2002: Ahmad Jawed, afghanischer Literaturwissenschaftler und Friedenspädagoge
- 2003: John Aston, englischer Fußballspieler

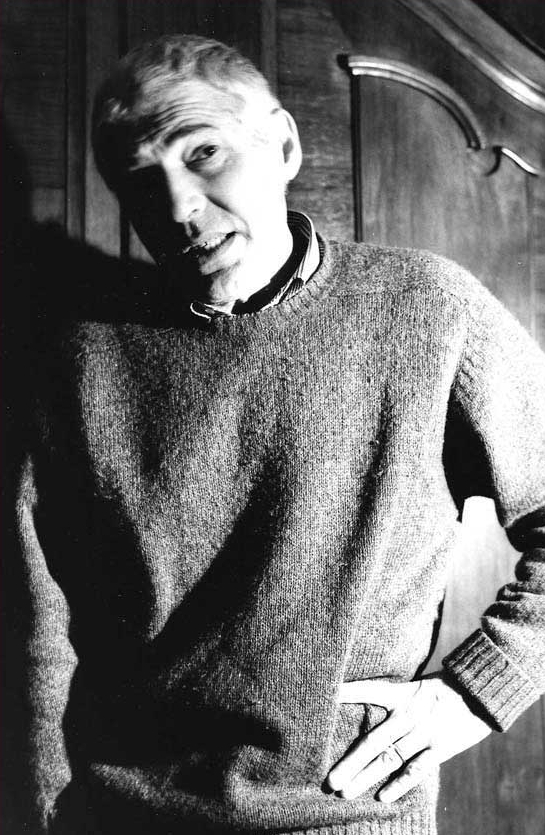
Guido Crepax († 2003)

- 2003: Guido Crepax, italienischer Comicautor
- 2003: Henning Strümpell, deutscher General
- 2004: Laura Betti, italienische Schauspielerin
- 2004: Erich Ehrlinger, deutscher SS-Oberführer, mutmaßlicher Kriegsverbrecher
- 2004: Isabella Nadolny, deutsche Schriftstellerin
- 2005: Wim Duisenberg, niederländischer Politiker und Chef der Europäischen Zentralbank
- 2005: Hans-Jürgen Imiela, deutscher Kunsthistoriker
- 2006: Rhené Jaque, kanadische Komponistin
- 2007: Terry Winter Owens, US-amerikanische Komponistin, Pianistin und Cembalistin
- 2007: Hilde Sicks, deutsche Volksschauspielerin
- 2008: Lee Cheong-jun, südkoreanischer Autor
- 2008: Élisabeth Lutz, französische Mathematikerin
- 2008: Willi Piecyk, deutscher Politiker
- 2009: Ilona Christen, deutsche Hörfunk- und Fernsehmoderatorin
- 2009: Luise Neupert-Keil, deutsche Werbegrafikerin
- 2009: Bobby Robson, englischer Fußballspieler und -trainer
- 2010: James Atkinson, US-amerikanischer Bobfahrer
- 2010: Mitch Miller, US-amerikanischer Orchesterchef
- 2011: Richard Bond, britischer Automobilrennfahrer
- 2012: Tony Sly, US-amerikanischer Musiker

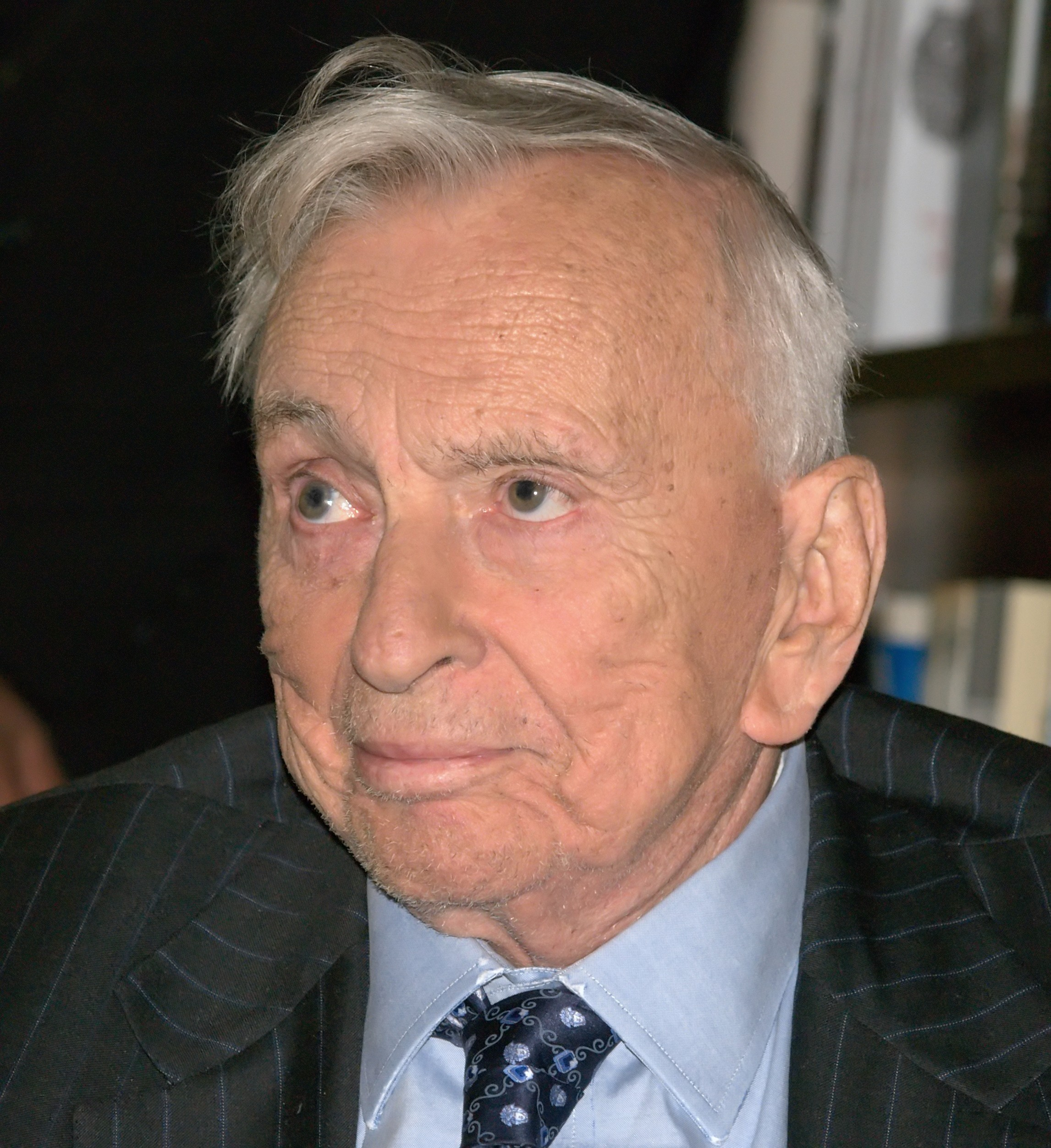
Gore Vidal († 2012)

- 2012: Gore Vidal, US-amerikanischer Schriftsteller
- 2013: Michael Ansara, US-amerikanischer Schauspieler
- 2013: Oliver Simon, deutscher Sänger und Musiker
- 2014: Heinz Dopsch, österreichischer Historiker
- 2014: Franciszek Gąsienica Groń, polnischer Nordischer Kombinierer und Trainer
- 2014: Johannes Grossmann, deutscher Schauspieler
- 2015: Stephan Beckenbauer deutscher Fußballspieler und -trainer
- 2015: Roddy Piper, kanadischer Wrestler und Schauspieler
- 2016: Chiyonofuji Mitsugu, japanischer Sumōringer
- 2016: Fasil Abdulowitsch Iskander, abchasischer Schriftsteller
- 2017: Alan Cameron, britischer Philologe und Historiker

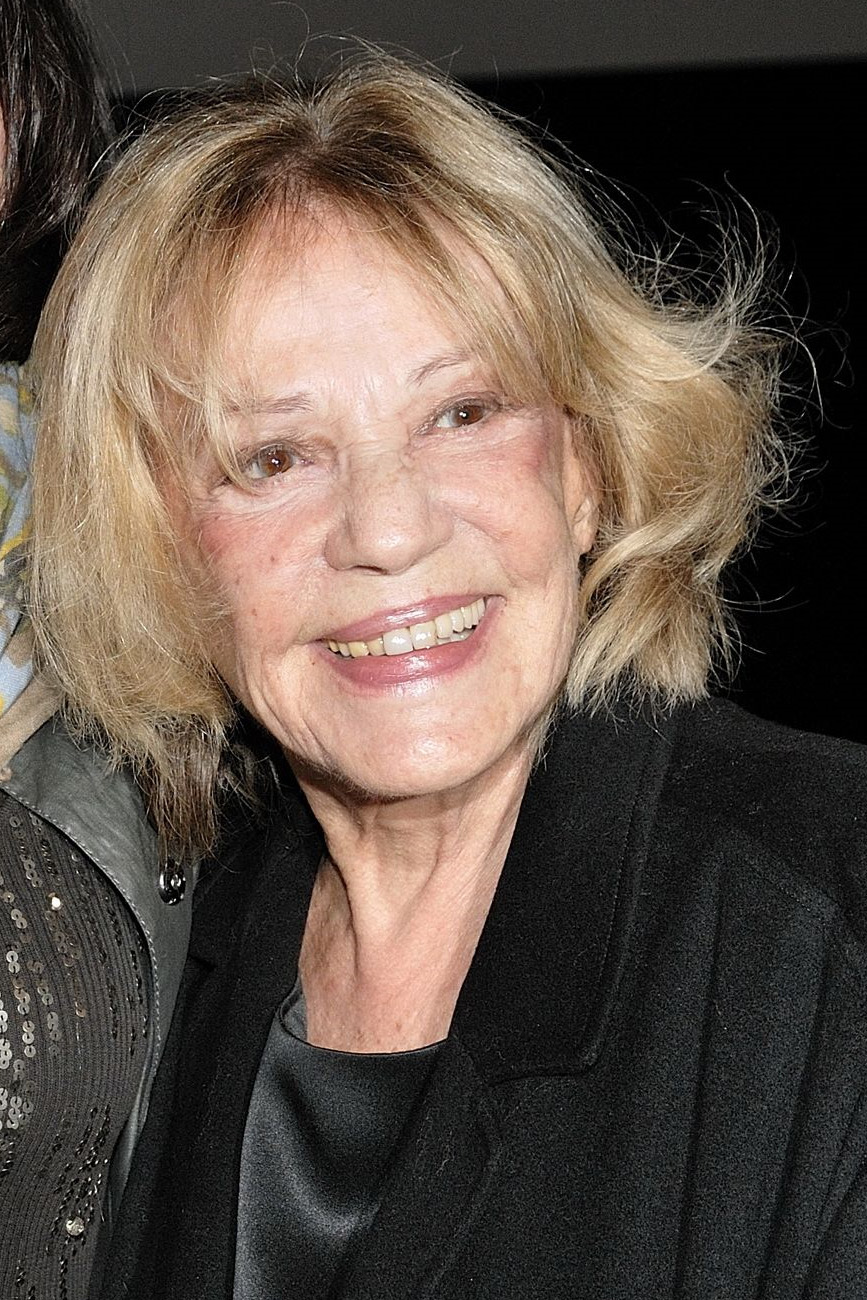
Jeanne Moreau († 2017)

- 2017: Jeanne Moreau, französische Schauspielerin, Filmregisseurin und Sängerin
- 2018: Andreas Kappes, deutscher Radrennfahrer
- 2018: Beatrice Ann Wright, US-amerikanische Gestaltpsychologin
- 2019: Hans-Joachim Liesecke, deutscher Landschaftsarchitekt
- 2019: Jean-Luc Thérier, französischer Rallyefahrer
- 2020: Alan Parker, britischer Regisseur und Drehbuchautor
- 2020: Andreas Schubert, deutscher Fernfahrer, Fuhrunternehmer und Bodybuilder
- 2021: Thomas Nicholls, britischer Boxer
- 2021: Martin Perscheid, deutscher Cartoonist
- 2022: Aiman az-Zawahiri, ägyptischer Islamist und Terrorist
- 2022: Terence Davies, australischer Ruderer
- 2022: Anthony Janiec, französischer Automobil- und Truckrennfahrer
- 2022: Fidel Ramos, philippinischer Präsident
- 2022: Bill Russell, US-amerikanischer Basketballspieler
- 2023: Sophie Fillières, französische Regisseurin und Drehbuchautorin
- 2023: Inga Landgré, schwedische Schauspielerin
- 2024: Anton Steer, deutscher Generalmajor

## Feier- und Gedenktage
- Kirchliche Gedenktage
  - Hl. Ignatius von Loyola, spanischer Mystiker und Mitbegründer des Jesuitenordens (anglikanisch, katholisch)
  - Hl. Josef von Arimathäa, judäischer Wohltäter (orthodox, evangelisch: LCMS)
  - Bartolomé de Las Casas, Bischof von Chiapas und spanischer Ordensmann (evangelisch)

Weitere Einträge enthält die Liste von Gedenk- und Aktionstagen.